# 자포니즘

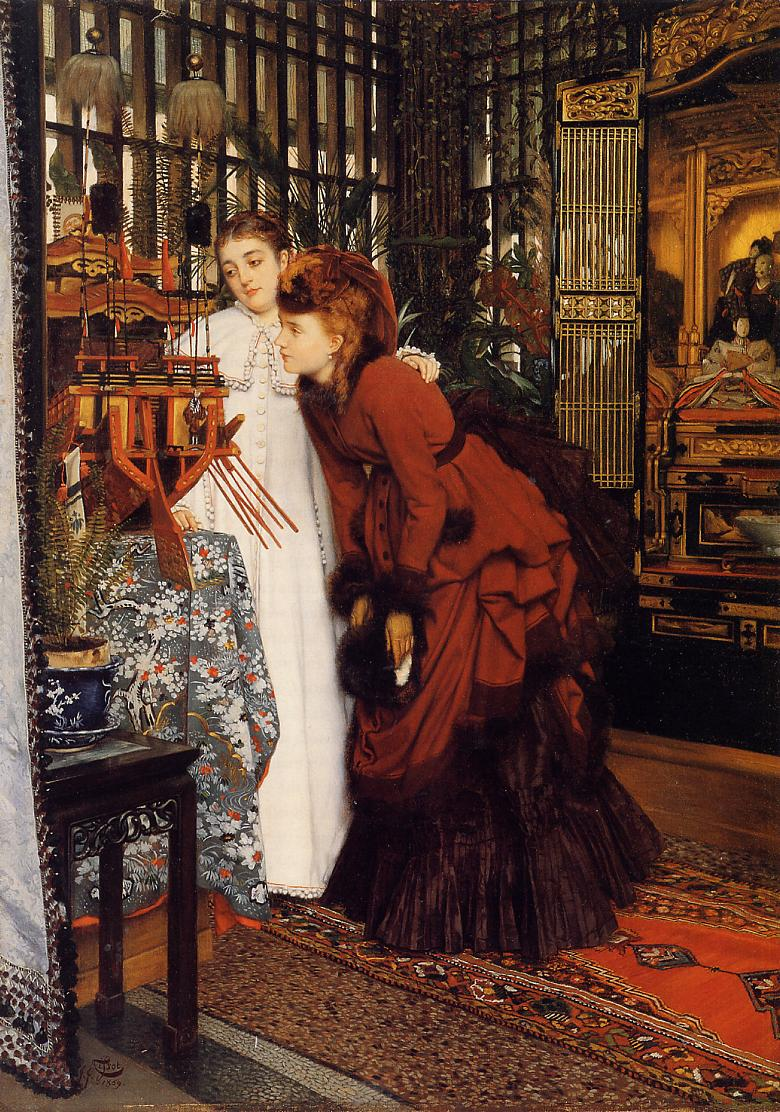
화가 제임스 티소가 1869년에 그린 《일본 물건을 보고 있는 젊은 숙녀들》은 1860년대 메이지 유신으로 일본이 개항하면서 시작된 일본 물품에 대한 대중적 호기심을 표현한 작품이다.

자포니즘(영어: Japonism) 또는 자포니슴(프랑스어: japonisme)은 1858년 일본이 강제적으로 대외 무역을 재개한 이후, 19세기 서유럽 예술가들 사이에서 일어난 일본 미술과 디자인의 인기와 영향력을 일컫는 용어이다. 자포니슴이라는 용어는 1872년 프랑스의 미술 평론가이자 수집가인 필립 뷔르티가 처음 사용했다.
이러한 경향은 시각 예술 분야에서 가장 두드러지게 나타났으나, 건축과 조경, 원예, 의복에까지 그 영향이 미쳤다. 공연 예술 분야 역시 예외는 아니었는데, 길버트와 설리번의 《미카도》가 대표적인 예시이다.
1860년대부터 일본의 목판화인 우키요에는 많은 서양 예술가들에게 영감의 원천이 되었다. 이러한 판화들은 일본의 상업 시장을 위해 제작되었다. 네덜란드 상인들을 통해 일부 판화가 서양으로 유입되었으나, 우키요에 판화가 유럽에서 인기를 얻게 된 것은 1860년대 이후의 일이었다. 서양 예술가들은 우키요에의 독창적인 색채 사용법과 구도에 매료되었다. 우키요에 판화는 극적인 원근법과 비대칭적 구도를 특징으로 했다.
도자기, 칠보, 금속 공예, 칠기 등 일본의 장식 예술은 그래픽 예술만큼이나 서양에 큰 영향을 미쳤다. 메이지 시대(1868년~1912년) 동안 일본의 도자기는 전 세계로 수출되었다. 사무라이를 위한 무기 제작의 오랜 역사를 지닌 일본의 금속 공예가들은 금속 합금의 조합과 마감 처리를 통해 다채로운 색상 표현을 구현해냈다. 일본의 칠보 공예는 1890년부터 1910년까지 전성기를 맞이했으며, 이전에는 볼 수 없었던 수준 높은 작품들을 선보였다. 19세기 유럽에서는 이러한 작품들을 쉽게 접할 수 있었는데, 일련의 만국박람회를 통해 수백만 명이 일본의 장식 미술을 감상할 수 있었고, 미술관과 유행을 선도하는 상점들에서도 취급했다. 평론가, 수집가, 예술가들은 이 '새로운' 예술에 대한 상당한 열광을 글로 표현했다. 지그프리트 빙과 크리스토퍼 드레서 등의 수집가들은 이러한 작품들을 전시하고 이에 대해 글을 썼다. 이처럼 일본의 양식과 주제는 서양 예술가들과 공예가들의 작품에서 재현되었다.

## 역사

### 쇄국 정책(1639년~1858년)

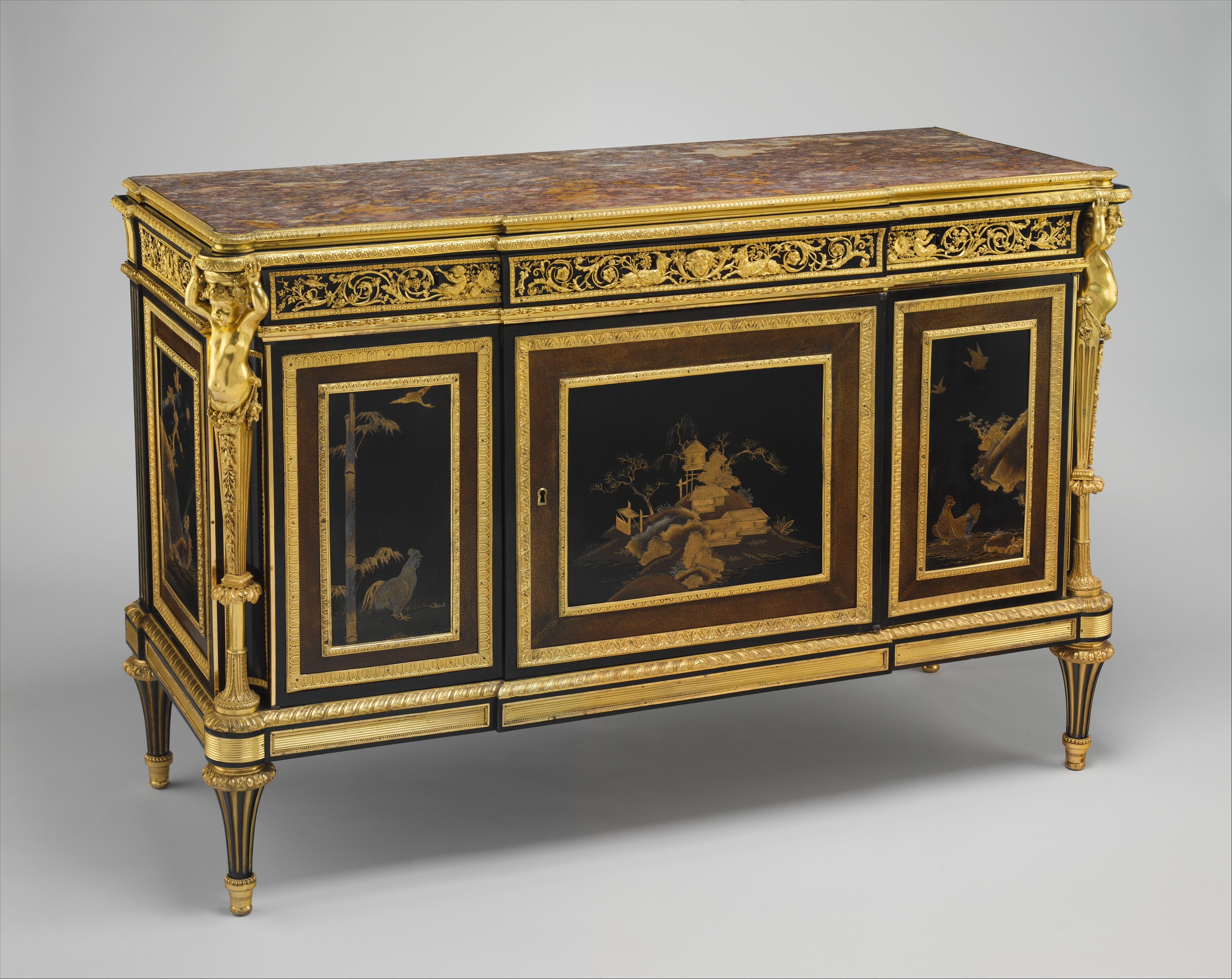
루이 16세 양식의 장식장(코모드 아 방토), 일본 칠기 패널을 사용하여 프랑스에서 제작, 1790년경, 뉴욕 메트로폴리탄 미술관

에도 시대(1603년~1867년) 대부분의 기간 동안 일본은 쇄국 정책을 펼쳤으며, 단 하나의 국제 무역항만 개방되어 있었다. 도쿠가와 이에미쓰는 나가사키 해안가에 데지마라는 인공섬을 건설하여 이곳을 통해서만 수입이 이루어지도록 명령했다. 서양인 중에서는 네덜란드인들만이 일본과 교역할 수 있었는데, 이러한 제한적인 접촉만으로도 일본 미술은 서양에 영향을 미칠 수 있었다. 네덜란드인들은 매년 서양 물품을 가득 실은 선단을 이끌고 일본을 방문했다. 화물에는 많은 네덜란드의 회화 논문과 판화들이 포함되어 있었다. 시바 고칸(1747년~1818년)은 이러한 수입품을 연구한 일본 화가 중 한 명이었다. 고칸은 수입된 논문에서 배운 기법을 활용하여 일본 최초의 에칭 작품 중 하나를 제작했다. 그는 논문에서 배운 선형 원근법 기법을 자신의 우키요에 화풍과 결합했다.

#### 초기 수출품

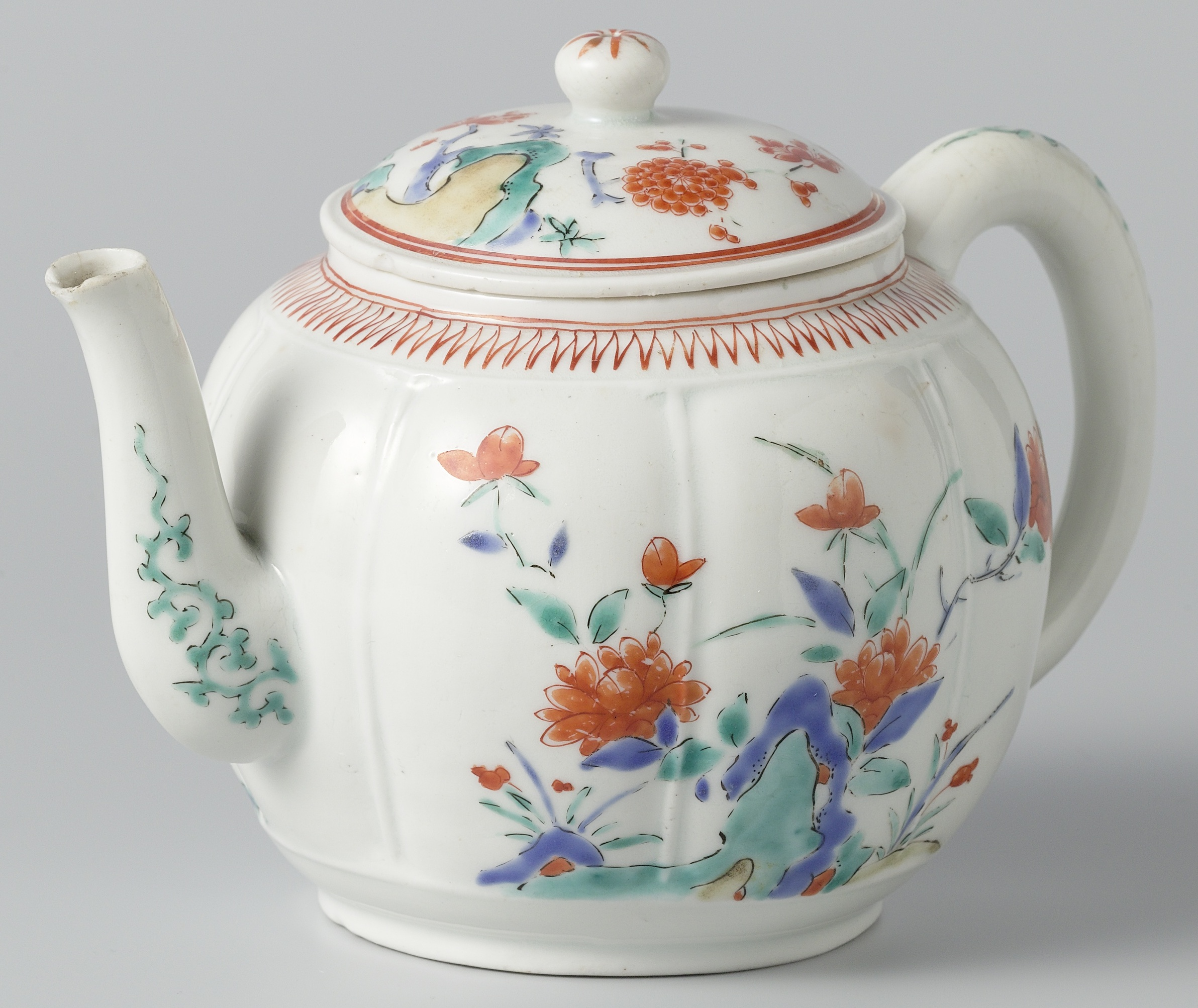
카키에몬 주전자, 일본 수출용 도자기의 예시, 1670-1690년, 네덜란드 암스테르담 국립박물관

일본의 주요 수출품은 처음에는 은(1668년 이후 금지됨)과 주로 타원형 동전 형태의 금(1763년 이후 금지됨), 그리고 이후에는 구리 봉 형태의 구리였다. 일본의 수출품은 점차 감소하면서 이미 수출되고 있던 도자기, 부채, 종이, 가구, 도검, 갑옷, 자개 공예품, 병풍, 칠기와 같은 공예품으로 변화했다.
쇄국 시대에도 일본 물품은 유럽 상류층이 추구하는 사치품으로 남아있었다. 17세기에는 조선의 도공들이 규슈 지역으로 이주해 오면서 일본의 도자기 생산이 증가했다. 이주민들과 그들의 후손, 일본인 도공들은 고령석 광산을 발견하고 고품질의 도자기를 만들기 시작했다. 이러한 전통의 혼합은 이마리 도자기와 가키에몬과 같은 독특한 양식을 가진 일본만의 산업으로 발전했다. 이는 후에 유럽과 중국의 도공들에게 영향을 미치게 된다. 명청 교체기의 혼란으로 인해 중국 경덕진의 도자기 생산이 수십 년간 중단되면서 도자기 수출은 더욱 증가했다. 일본의 도공들은 유럽인들의 취향에 맞는 도자기를 제작하여 이러한 공백을 메웠다. 도자기와 칠기는 일본에서 유럽으로 수출되는 주요 품목이 되었다. 가정에서 도자기를 과시하는 사치스러운 방법은 선반을 곳곳에 설치하여 이국적인 도자기를 전시하는 도자기실을 만드는 것이었으나, 중산층의 폭넓고 증가하는 계층에서도 몇 점 정도는 소장이 가능했다. 마리 앙투아네트와 마리아 테레지아는 일본 칠기의 수집가로 알려져 있으며, 이들의 컬렉션은 루브르 박물관과 베르사유 궁전에서 자주 전시된다. 아시아 칠기를 모방한 유럽의 공예 기법을 재패닝이라고 한다.

### 재개방(19세기)
200년이 넘는 쇄국 정책 이후, 가에이 시대(1848년~1854년) 동안 다양한 국적의 외국 상선들이 일본을 방문하기 시작했다. 1868년 메이지 유신 이후 일본은 오랜 쇄국 정책을 종식하고 사진술과 인쇄 기술을 포함한 서양의 수입품을 받아들이기 시작했다. 이러한 무역의 새로운 개방과 함께 일본의 예술품과 공예품이 파리와 런던의 작은 골동품 상점에 등장하기 시작했다. 자포니슴은 특히 우키요에를 중심으로 한 일본 미술품 수집 열풍으로 시작되었다. 우키요에의 첫 표본 중 일부가 파리에서 발견되었다.
이 시기에 유럽의 예술가들은 엄격한 유럽의 학구적 방법론에 대한 대안을 모색하고 있었다. 1856년경 프랑스 화가 펠릭스 브라크몽은 자신의 판화가인 오귀스트 들라트르의 작업실에서 《호쿠사이 만화》라는 화첩의 사본을 발견했다. 이 발견 이후 일본 판화에 대한 관심이 증가했다. 이러한 판화들은 골동품 상점, 티 웨어하우스, 대형 상점에서 판매되었다. 라 포르트 시누아즈(La Porte Chinoise)와 같은 상점들은 일본과 중국 수입품 판매를 전문으로 했다. 특히 라 포르트 시누아즈는 제임스 애벗 맥닐 휘슬러, 에두아르 마네, 에드가 드가와 같은 예술가들을 끌어들였으며, 이들은 이러한 판화에서 영감을 얻었다. 이 상점을 비롯한 다른 상점들은 일본 예술과 기법에 관한 정보 전파를 촉진하는 모임을 조직했다.

## 예술가와 자포니즘
우키요에 판화는 서양 미술에 영향을 미친 주요 일본 예술 양식 중 하나였다. 서양 예술가들은 구도 공간의 다양한 활용, 평면의 단순화, 색채에 대한 추상적 접근에서 영감을 받았다. 이러한 양식의 영향을 받은 서양 예술가들의 작품에서는 대각선의 활용, 비대칭, 여백의 강조가 두드러진다.

### 빈센트 반 고흐

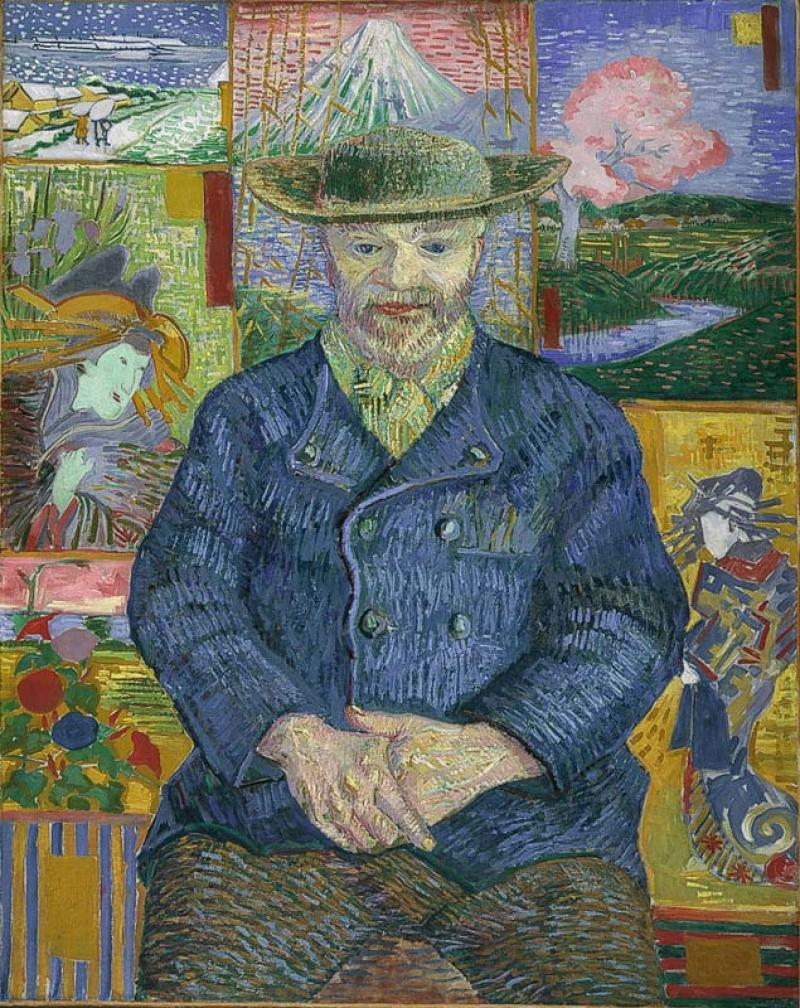
빈센트 반 고흐의 《탕기 영감의 초상》, 서양 미술에서 나타난 우키요에의 영향을 보여주는 예시(1887년)

빈센트 반 고흐의 일본 판화에 대한 관심은 《일러스트레이티드 런던 뉴스》와 《르 몽드 일뤼스트레》에 실린 펠릭스 레가메의 삽화를 발견하면서 시작되었다. 레가메는 목판화를 제작했고, 일본의 기법을 따랐으며, 종종 일본의 일상적인 장면들을 묘사했다. 반 고흐는 레가메의 작품을 일본의 예술적 관행과 일상적인 생활상을 보여주는 신뢰할 만한 자료로 활용했다. 1885년부터 반 고흐는 레가메와 같은 잡지 삽화 수집에서 파리의 작은 상점들에서 구입할 수 있는 우키요에 판화 수집으로 전환했다. 그는 이러한 판화들을 동시대 예술가들과 공유했으며, 1887년 파리에서 일본 판화 전시회를 조직했다.
반 고흐의 《탕기 영감의 초상》(1887년)은 그의 안료 상인이었던 줄리앙 탕기의 초상화이다. 반 고흐는 이 초상화를 두 가지 버전으로 제작했다. 두 버전 모두 히로시게와 구니사다와 같은 식별 가능한 작가들의 일본 판화를 배경으로 하고 있다. 일본의 목판화와 그 화려한 색채에서 영감을 받은 반 고흐는 자신의 작품에도 비슷한 생동감을 불어넣었다. 그는 구매자들이 더 이상 회색조의 네덜란드 그림에 관심이 없으며, 다채로운 색상의 그림이 현대적이고 매력적으로 여겨질 것이라고 믿었기에 탕기의 초상화를 생동감 넘치는 색채로 채웠다.

### 알프레드 스테방스

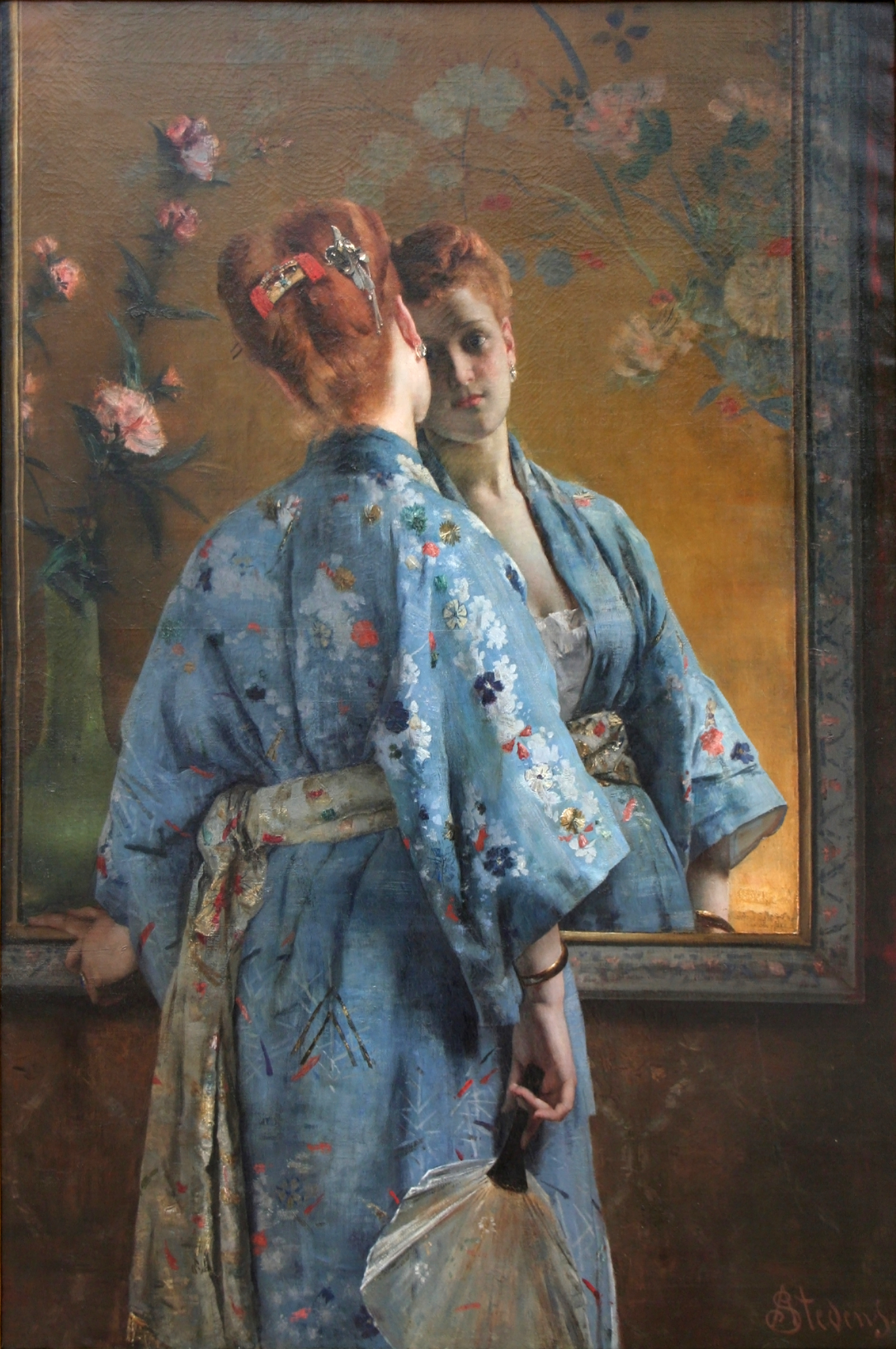
알프레드 스테방스의 《일본풍의 파리 여인》(1872년)

벨기에 화가 알프레드 스테방스는 파리에서 가장 이른 시기의 일본 미술 수집가이자 애호가 중 한 명이었다. 스테방스의 스튜디오에 있던 물건들은 일본과 이국적인 장식품 및 가구에 대한 그의 매료를 보여준다. 스테방스는 마네, 제임스 맥닐 휘슬러와 가까웠으며, 초기부터 이들과 이러한 관심사를 공유했다. 특히 1862년 런던 만국 박람회와 1867년 파리 만국 박람회에서 일본의 예술과 공예품이 처음 선보인 후에는 많은 동시대 작가들도 비슷한 열광을 보였다.
1860년대 중반부터 자포니슴은 스테방스의 많은 그림에서 근본적인 요소가 되었다. 그의 가장 유명한 자포니슴 영향 작품 중 하나는 《일본풍의 파리 여인》(1872년)이다. 그는 기모노를 입은 젊은 여성들의 초상화를 여러 점 제작했으며, 초기작인 《분홍 드레스를 입은 부인》(1866년)과 같은 많은 다른 그림에서도 일본적 요소가 특징적으로 나타난다. 이 작품은 유행하는 의상을 입은 여성의 실내 모습과 일본 물건들에 대한 세밀한 관찰을 결합했다. 또한 《프시케》(1871년)에서는 의자 위에 놓인 일본 판화를 통해 그의 예술적 열정을 보여준다.

### 에드가 드가

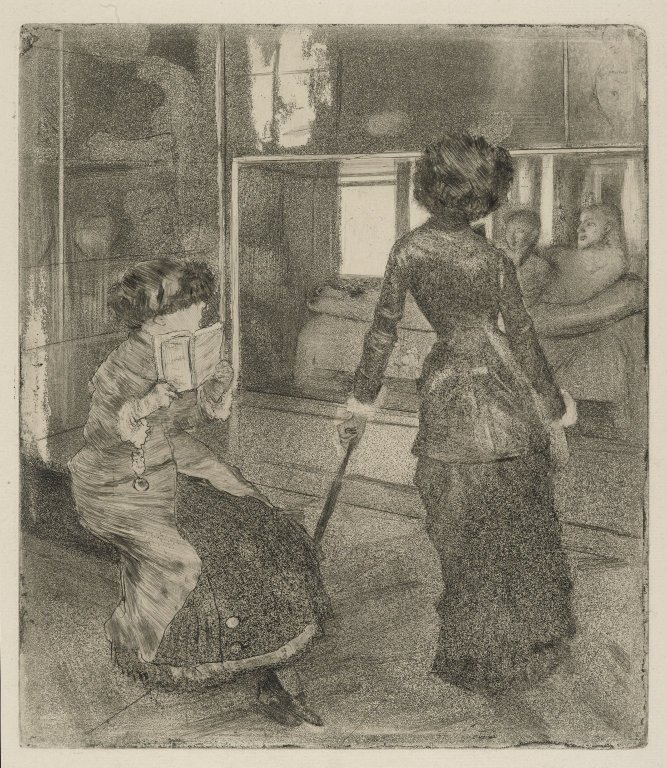
에드가 드가, 《루브르 박물관의 마리 카사트: 에트루리아 미술관》, 1879-1880. 아쿼틴트, 드라이포인트, 소프트그라운드 에칭, 버니셔 에칭, 26.8 × 23.6cm.

1860년대에 에드가 드가는 라 포르트 시누아즈와 파리의 다른 작은 판화 상점들에서 일본 판화를 수집하기 시작했다. 그의 동시대인들도 판화를 수집하기 시작했는데, 이는 그에게 영감의 원천이 되는 폭넓은 자료를 제공했다. 드가에게 보여진 판화들 중에는 브라크몽이 들라트르의 작업실에서 본 후 구입한 호쿠사이의 《만화》 사본도 있었다. 드가가 자신의 판화에 자포니슴을 도입한 시기는 1875년으로 추정되며, 이는 수직선, 대각선, 수평선으로 개별 장면을 분할하는 그의 선택에서 확인할 수 있다.
많은 일본 예술가들과 마찬가지로 드가의 판화는 여성과 그들의 일상적인 생활에 초점을 맞추었다. 그의 판화에 나타나는 여성 인물들의 독특한 자세 배치와 현실에 대한 헌신은 호쿠사이, 우타마로, 스케노부와 같은 일본 판화가들과 맥을 같이 했다. 드가의 판화 《루브르 박물관의 마리 카사트: 에트루리아 미술관》(1879-80)에서 작가는 일본 판화에서 흔히 볼 수 있는 구도인 한 명이 앉아있고 한 명이 서있는 두 인물의 구도를 사용했다. 드가는 또한 장면 내의 깊이감을 만들고 공간을 분할하기 위해 선을 계속해서 활용했다. 접힌 우산에 기대어 있는 여인의 모습은 호쿠사이의 《만가》에서 직접적으로 차용한 것으로, 가장 명확한 영향을 보여준다.

### 제임스 맥닐 휘슬러
일본 미술은 1850년대 초부터 영국에서 전시되기 시작했다. 전시회에는 지도, 서신, 직물, 일상생활 용품을 포함한 다양한 일본 물품들이 전시되었다. 이러한 전시회들은 영국의 국가적 자부심의 원천이 되었으며, 일반화된 '오리엔트'(Orient)라는 문화적 정체성과는 구별되는 독자적인 일본의 정체성을 만들어내는 데 기여했다.
제임스 애벗 맥닐 휘슬러는 주로 영국에서 활동한 미국 예술가였다. 19세기 후반, 휘슬러는 동시대인들이 선호하던 사실주의 화풍을 거부하기 시작했다. 대신 그는 일본의 미학에서 단순함과 기술적 특성을 발견했다. 휘슬러는 특정 예술가나 작품을 모방하는 대신 일본의 일반적인 표현 방식과 구도법에서 영향을 받아 이를 자신의 작품에 통합했다.

### 일본 예술과 문화의 영향을 받은 예술가
| 예술가                     | 출생연도 | 사망연도 | 국적          | 양식                                            |
| -------------------------- | -------- | -------- | ------------- | ----------------------------------------------- |
| 알프레드 스테방스          | 1823년   | 1906년   | 벨기에        | 사실주의, 풍속화                                |
| 제임스 티소                | 1836년   | 1902년   | 프랑스        | 풍속화, 사실주의                                |
| 제임스 맥닐 휘슬러         | 1834년   | 1903년   | 미국          | 토널리즘, 사실주의, 인상주의                    |
| 에두아르 마네              | 1832년   | 1883년   | 프랑스        | 사실주의, 인상주의                              |
| 클로드 모네                | 1840년   | 1926년   | 프랑스        | 인상주의                                        |
| 빈센트 반 고흐             | 1853년   | 1890년   | 네덜란드      | 탈인상주의                                      |
| 에드가 드가                | 1834년   | 1917년   | 프랑스        | 인상주의                                        |
| 피에르오귀스트 르누아르    | 1841년   | 1919년   | 프랑스        | 인상주의                                        |
| 카미유 피사로              | 1830년   | 1903년   | 덴마크-프랑스 | 인상주의, 탈인상주의                            |
| 폴 고갱                    | 1848년   | 1903년   | 프랑스        | 탈인상주의, 원시주의                            |
| 모티머 멘피스              | 1855년   | 1938년   | 호주          | 유미주의                                        |
| 앙리 드 툴루즈로트렉       | 1864년   | 1901년   | 프랑스        | 탈인상주의, 아르누보                            |
| 메리 카사트                | 1844년   | 1926년   | 미국          | 인상주의                                        |
| 헤오르허 헨드릭 브라이트너 | 1857년   | 1923년   | 네덜란드      | 암스테르담 인상주의                             |
| 버사 럼                    | 1869년   | 1954년   | 미국          | 일본식 판화                                     |
| 윌리엄 브래들리            | 1801년   | 1857년   | 영국          | 초상화                                          |
| 오브리 비어즐리            | 1872년   | 1898년   | 영국          | 아르누보, 유미주의                              |
| 아서 웨슬리 다우           | 1857년   | 1922년   | 미국          | 미술공예운동, 일본식 판화                       |
| 귀스타브 레오나르 드 종헤  | 1829년   | 1893년   | 벨기에        | 사회적 사실주의, 사실주의, 오리엔탈리즘         |
| 알폰스 무하                | 1860년   | 1939년   | 체코          | 아르누보                                        |
| 구스타프 클림트            | 1862년   | 1918년   | 오스트리아    | 아르누보, 상징주의                              |
| 피에르 보나르              | 1867년   | 1947년   | 프랑스        | 탈인상주의                                      |
| 프랭크 로이드 라이트       | 1867년   | 1959년   | 미국          | 프레리 스쿨                                     |
| 찰스 레니 매킨토시         | 1868년   | 1928년   | 스코틀랜드    | 상징주의, 미술공예운동, 아르누보, 글래스고 양식 |
| 루이스 컴포트 티파니       | 1848년   | 1933년   | 미국          | 장신구 및 유리공예 디자이너                     |
| 헬렌 하이드                | 1868년   | 1919년   | 미국          | 일본식 판화                                     |
| 조르주 페르디낭 비고       | 1860년   | 1927년   | 프랑스        | 카툰                                            |

## 공연
아시아를 소재로 한 최초의 인기 있는 무대는 잉글랜드의 일본 묘사였다. 희극 오페라 《코시키》(원제 《미카도》였으나 일본의 항의로 개명됨)는 1876년에 작곡되었다. 1885년, 길버트와 설리번은 일본의 인식에 대해 상대적으로 덜 신경 쓴 듯, 그들의 작품 《미카도》를 초연했다. 이 희극 오페라는 유럽 전역에서 큰 인기를 누려 초연 후 2년 안에 17개 극단이 9,000회 이상 공연했다. 1887년 독일어로 번역된 《미카도》는 1890년대 내내 독일에서 가장 인기 있는 연극으로 남았다. 이러한 인기에 힘입어 아시아를 배경으로 하고 희극적인 아시아 인물을 특징으로 하는 희극들이 희극 오페라와 연극 모두에서 빠르게 등장했다.

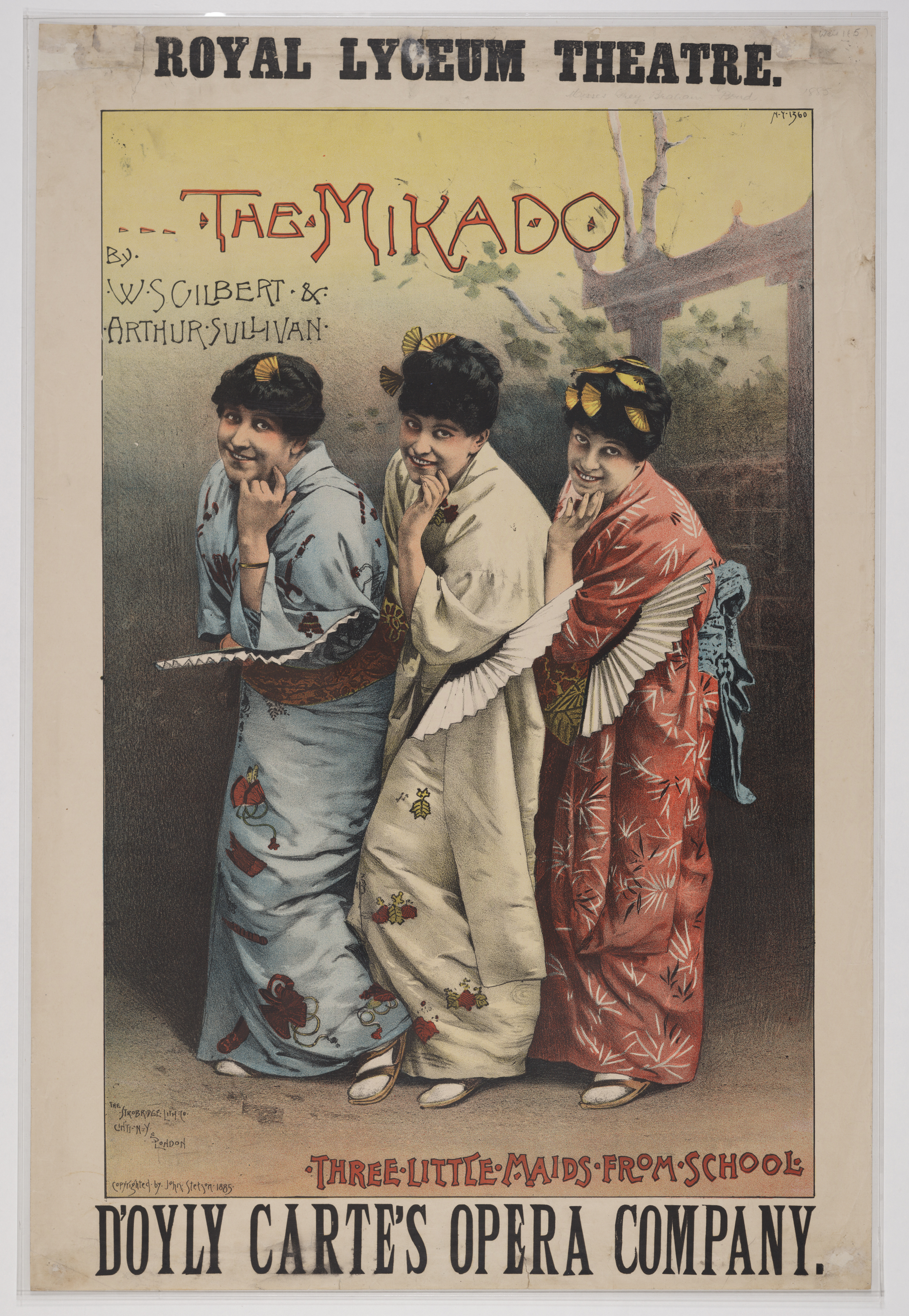
일본을 배경으로 한 희극 오페라 《미카도》의 광고 포스터(1885년)

유럽에서 《미카도》의 뒤를 이은 가장 인기 있는 일본 관련 연극인 시드니 존스의 오페라 《게이샤》(1896년)는 일본을 대표하는 전형적인 인물에 제목의 주인공을 추가했다. 게이샤라는 인물상은 독일과 서양 전역에서 그 자체로 일본을 의미하는 '대상물'(objects) 중 하나가 되었다. 1904년부터 1918년까지의 기간 동안 유럽에서는 게이샤 연극이 붐을 이루었다. 이 중 가장 유명한 것은 푸치니의 오페라 《나비 부인》이었다. 1900년, 푸치니는 데이비드 벨라스코의 동명 연극을 관람했고, 전해지는 바에 따르면 너무나 감동적이어서 눈물을 흘렸다고 한다. 이 오페라의 인기는 '마담 무엇무엇'이라는 제목의 작품들을 쏟아내게 했는데, 마담 체리, 마담 에스프리, 마담 플로트, 마담 플러트, 마담 위그-와그, 마담 라이히트진, 마담 팁톱 등이 모두 1904년경에 등장했다가 비교적 빠르게 사라졌다. 하지만 이들은 지속적인 영향을 미쳤고, 게이샤는 서양인들에게 일본을 상징하는 두루마리 그림, 비취, 후지산 이미지와 함께 자리 잡게 되었다. 연극에서 게이샤라는 인물상이 일본을 상징하는 다른 사물들의 수준으로 격하된 것처럼, 독일의 일본인 공연자들은 독일 연극의 쇄신을 추구하는 극작가들에게 도움이 되었다. 우키요에가 일본에 대한 이해와는 분리된 채 프랑스에서 유용하게 활용된 것처럼, 유럽을 순회한 일본 배우들과 무용수들의 공연단은 무대에서 '새로운 극화 방식'을 위한 소재를 제공했다. 아이러니하게도 이러한 일본 연극의 인기와 영향력은 일반적인 일본 연극의 서양화, 특히 유럽에서 공연된 작품들의 서양화와 깊은 관련이 있었다.
18세기 일본의 가부키 극장에서 고안된 회전 무대는 자포니즘 열풍의 영향으로 1896년 뮌헨의 레지덴츠 극장에 도입되어 서양 연극에 소개되었다. 독일 연극에 대한 일본의 영향은 처음에는 무대 디자인에서 나타났다. 카를 라우텐슐라거는 1896년에 가부키의 회전 무대를 채택했고, 10년 후 막스 라인하르트는 프랑크 베데킨트의 《프륄링스 에르바헨》(Frühlings Erwachen) 초연에서 이를 사용했다. 곧 이 회전 무대는 베를린에서 하나의 트렌드가 되었다. 독일 연출가들 사이에서 인기를 끈 또 다른 가부키 무대의 응용은 블루멘슈테크(Blumensteg)로, 무대가 관객석 쪽으로 돌출되어 확장된 형태였다. 유럽인들의 가부키 경험은 일본 여행이나 문헌을 통해서, 또는 유럽을 순회하는 일본 극단을 통해 이루어졌다. 1893년 가와카미 오토지로와 그의 배우들이 파리에 도착했고, 1900년에 다시 방문했으며 1902년에는 베를린에서 공연했다. 가와카미의 극단은 《게사》와 《쇼군》이라는 두 작품을 공연했는데, 둘 다 서양화되어 음악 없이 공연되었고 대부분의 대사가 생략되었다. 이러한 상황에서 이 공연들은 무언극과 춤에 가까워졌다. 극작가들과 평론가들은 그들이 본 것을 '연극의 재연극화'로 빠르게 받아들였다. 이러한 연극의 배우들 중에는 가와카미 사다얏코가 있었는데, 그는 유럽 최초의 일본인 스타로서 로이 풀러와 이사도라 덩컨과 같은 현대 무용의 선구자들에게 영향을 미쳤다. 그는 1900년에 빅토리아 여왕 앞에서 공연했으며, 유럽의 스타로서의 지위를 누렸다.

## 일본 정원

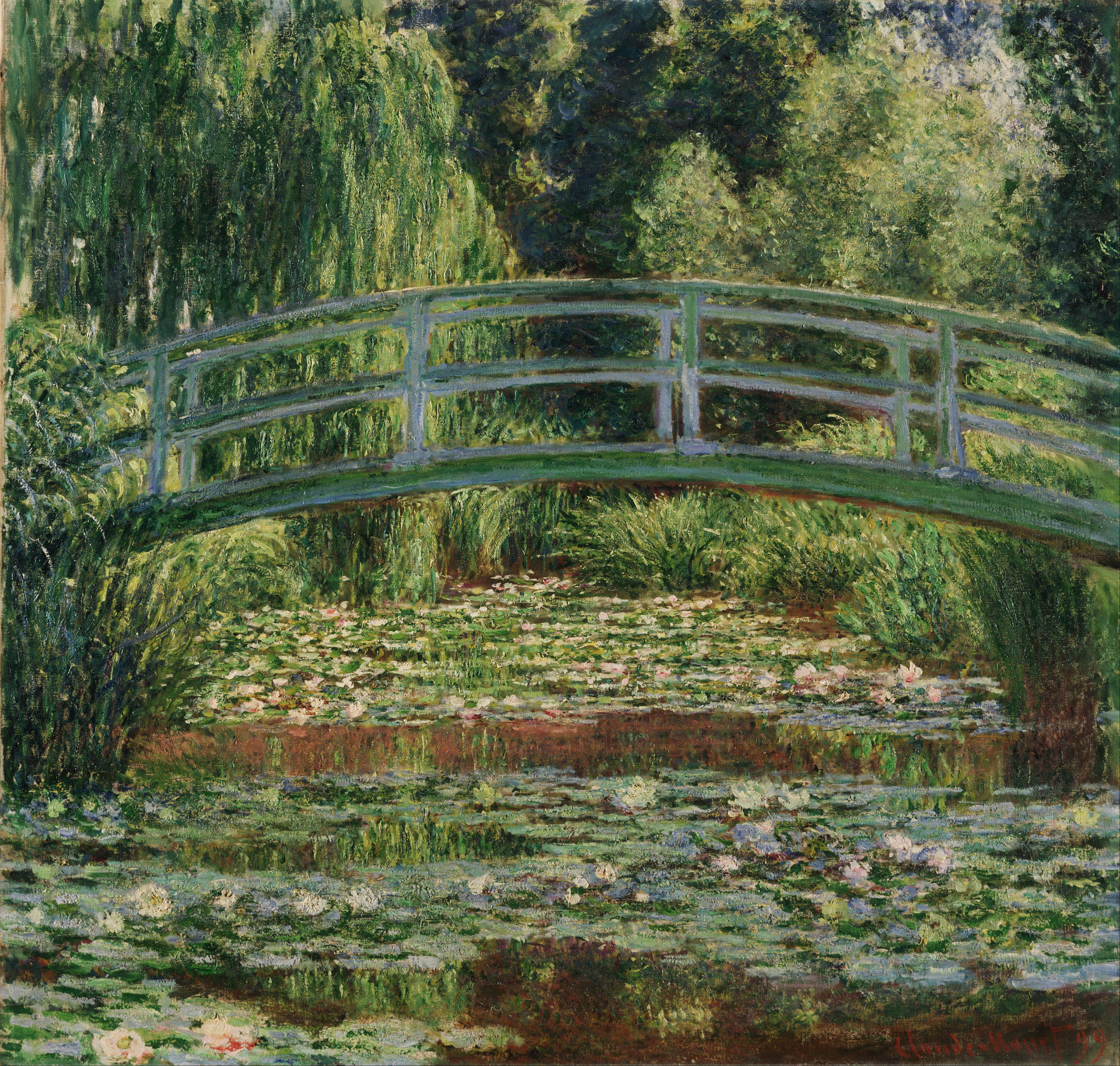
지베르니에 있는 클로드 모네의 정원의 일본식 나무다리와 수련 연못(1899년)

일본 정원의 미학은 조사이아 콘더의 《일본의 조경》(Landscape Gardening in Japan, 켈리 & 월시, 1893년)을 통해 영어권 세계에 소개되었으며, 서양 최초의 일본식 정원 조성의 계기가 되었다. 1912년에 제2판이 출간되었다. 콘더의 원칙들은 때때로 따르기 어려운 것으로 판명되었다.
지역적 특성과 관습을 제거하면, 일본식 방법은 모든 나라의 정원에 적용할 수 있는 미학적 원칙을 보여준다. 이는 다양한 세부 요소를 지니고 있지만 통일성과 의도가 결여된 구성을 시나 그림으로 전환하는 방법을 가르친다.

 타사(사부로) 에이다는 여러 영향력 있는 정원을 조성했는데, 1910년 런던의 일영 박람회를 위해 두 개를, 윌리엄 워커(제1대 웨이버트리 남작)를 위해 4년에 걸쳐 하나를 만들었다. 후자는 현재 아일랜드 국립 종마장에서 여전히 볼 수 있다.
새뮤얼 뉴섬의 《일본식 정원 조성》(Japanese Garden Construction, 1939년)은 암석원 조성에 있어 일본의 미학을 교정 수단으로 제시했다. 서양의 암석원은 이와는 별개로 19세기 중반 알프스 돌비알을 본떠 고산식물을 재배하고자 하는 욕구에서 비롯되었다. 정원사학회에 따르면, 일본의 조경가 구스모토 세예몬은 영국에서 약 200개의 정원 조성에 참여했다. 1937년에 그는 첼시 플라워 쇼에서 암석원을 전시했으며, 보그너리지스의 번그리브 에스테이트, 하트퍼드셔 코터드의 일본 정원, 런던 두 케인 코트의 안마당 작업을 했다.
인상주의 화가 클로드 모네는 지베르니에 있는 자신의 정원의 일부를, 수련 연못 위의 다리와 같은 일본적 요소를 본떠 조성했으며, 이를 여러 차례 그렸다. 이 연작에서 그는 다리나 수련과 같은 몇 가지 특정 요소만을 세밀하게 묘사함으로써, 자신이 대량으로 수집했던 우키요에 판화에서 발견되는 전통적인 일본의 시각적 방법에 영향을 받았다. 그는 또한 더욱 이국적인 분위기를 연출하기 위해 많은 일본 토착 식물종을 심었다.

## 박물관
미국에서는 일본 미술에 대한 매혹이 수집가들과 박물관들로 하여금 현재까지도 존재하며 여러 세대의 예술가들에게 영향을 미치고 있는 중요한 컬렉션을 만들도록 했다. 그 중심지는 아시아 미술의 선구적인 수집가였던 이저벨라 스튜어트 가드너로 인해 보스턴이었을 것이다. 그 결과, 보스턴 미술관은 현재 일본 외 지역에서 가장 훌륭한 일본 미술 컬렉션을 보유하고 있다고 주장한다. 프리어 미술관과 아서 M. 새클러 갤러리은 미국 최대의 아시아 미술 연구 도서관을 보유하고 있으며, 이곳에서는 일본 미술과 함께 휘슬러의 일본 영향을 받은 작품들을 소장하고 있다.

## 갤러리

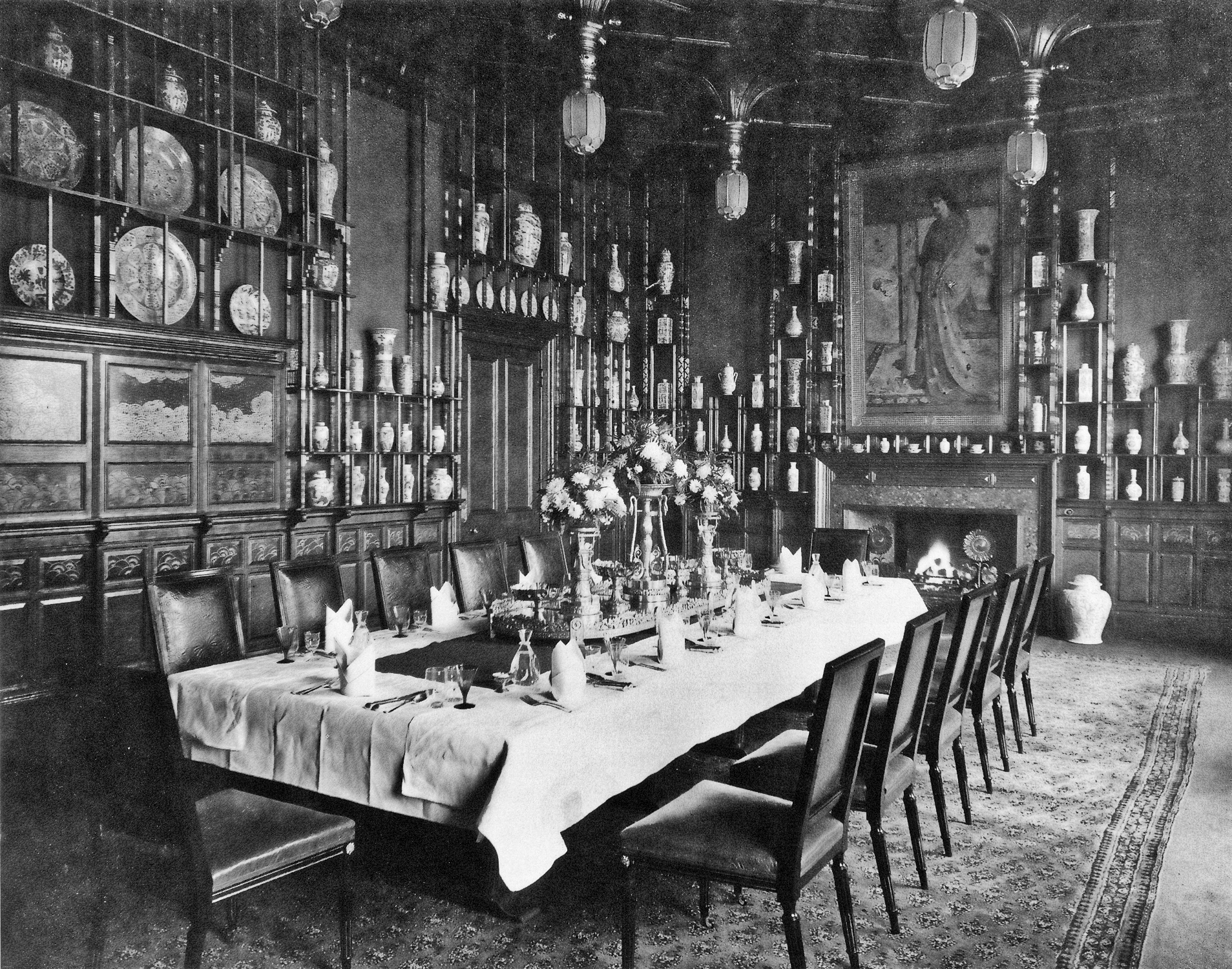
제임스 맥닐 휘슬러, 《피코크 룸》, 1876~1877년
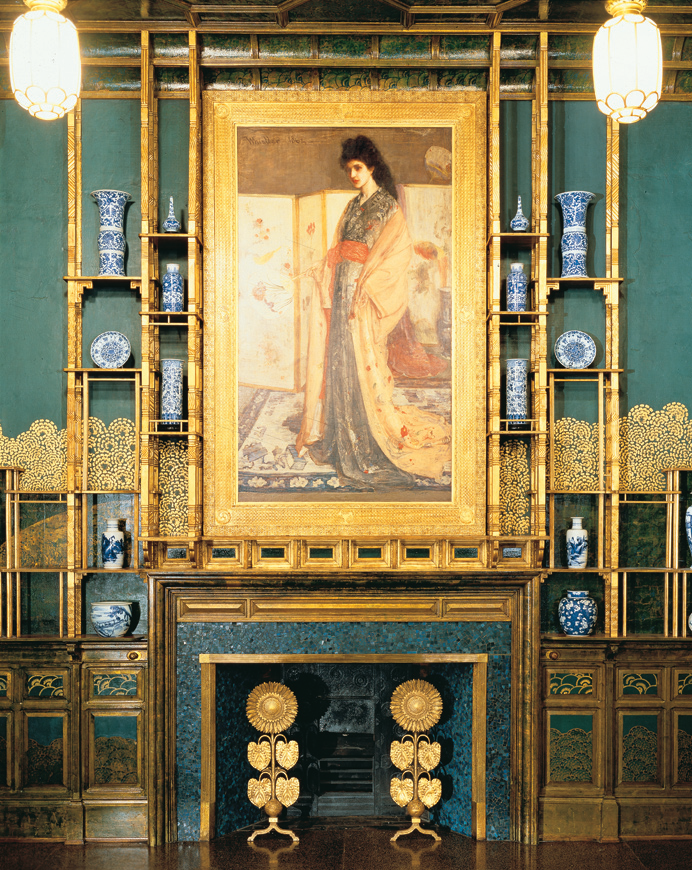
제임스 맥닐 휘슬러, 《도자기의 나라에서 온 공주》, 1863~1865년
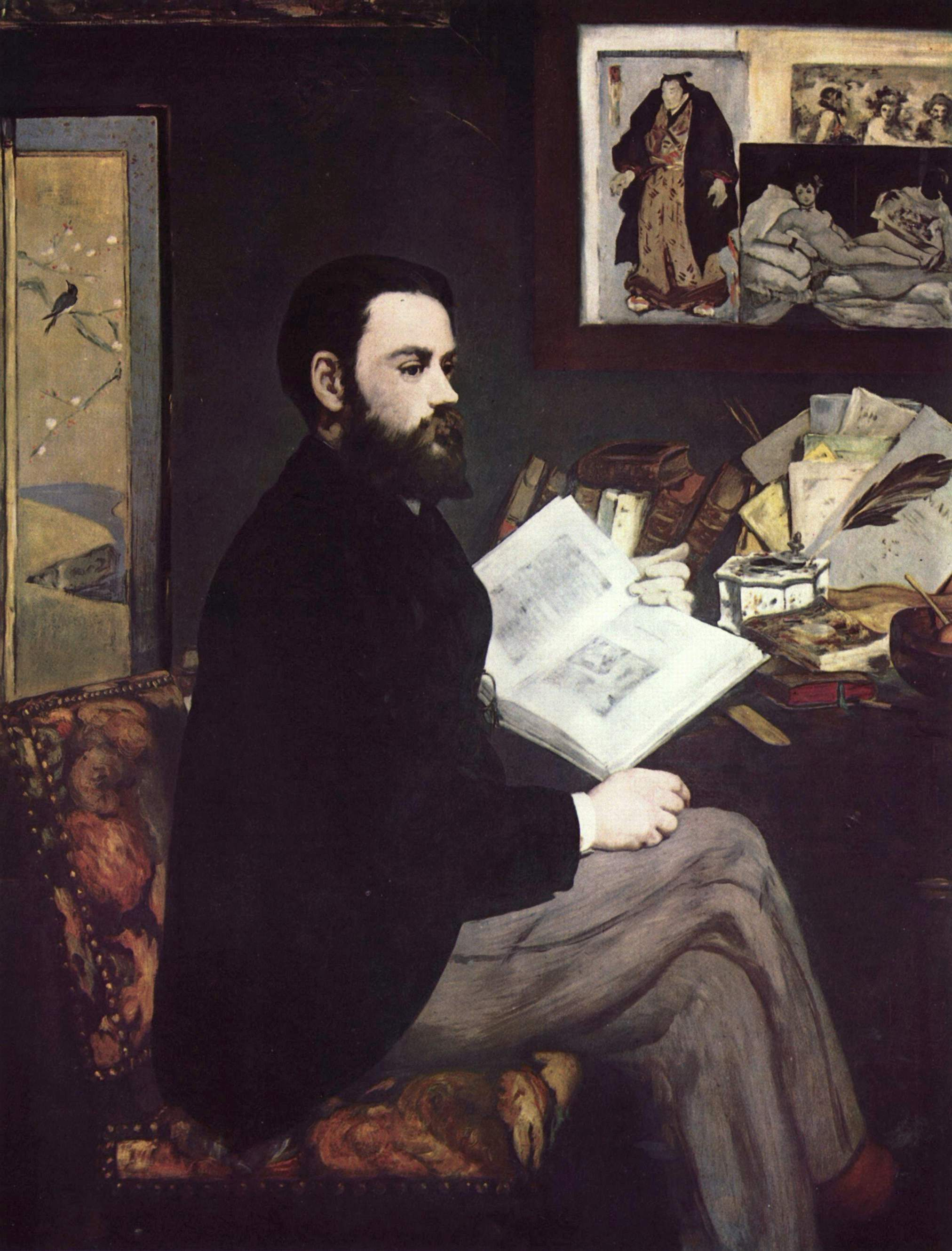
에두아르 마네, 《에밀 졸라의 초상》, 1868년
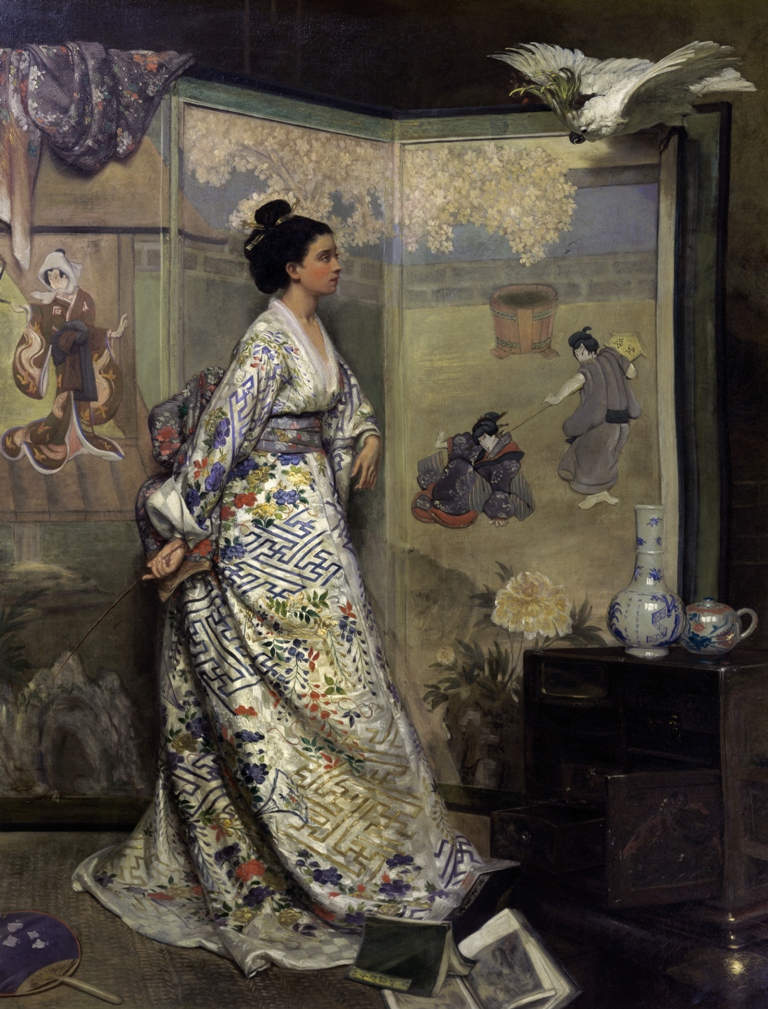
귀스타브 레오나르 드 종헤, 《일본 부채》, 약 1865년
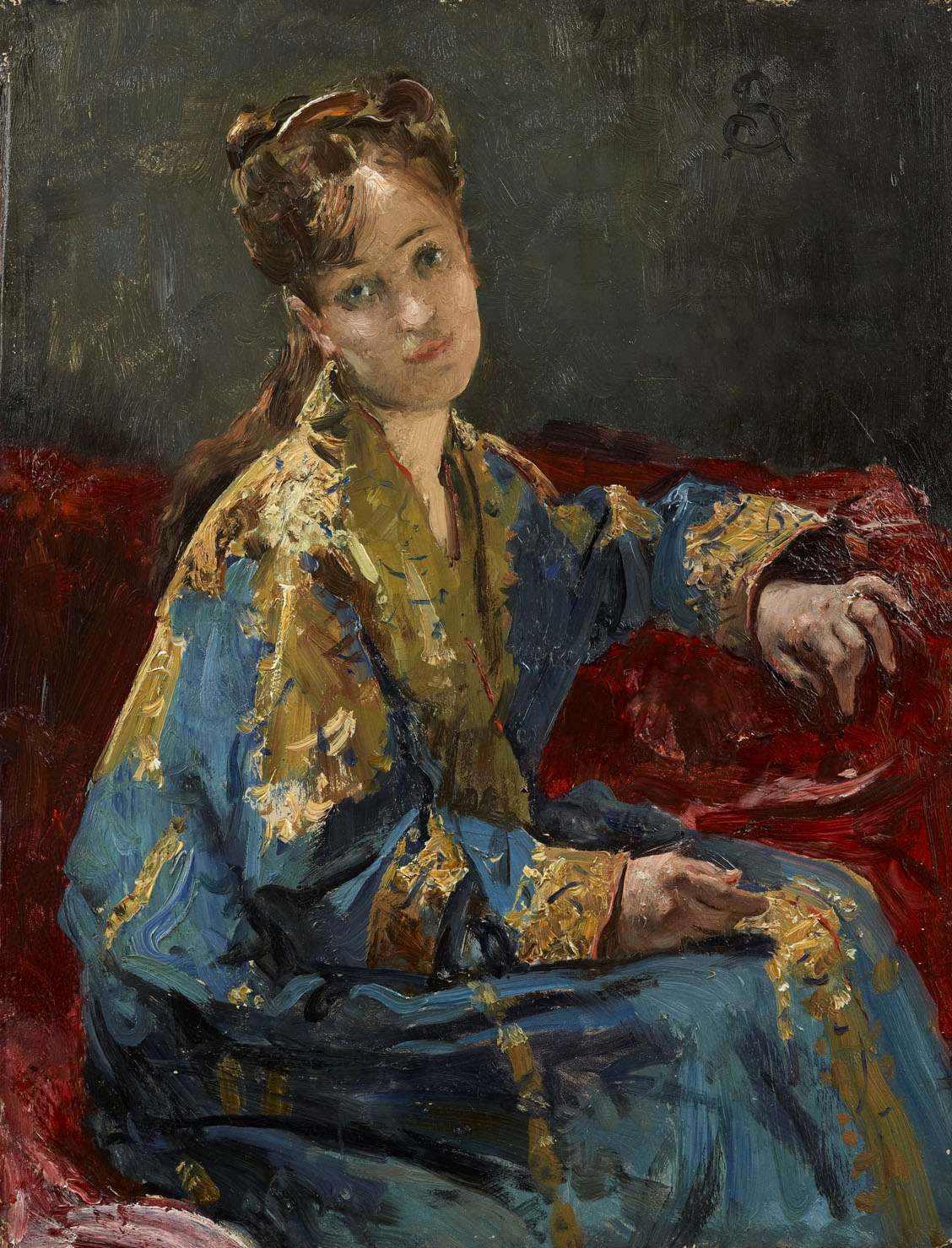
알프레드 스테방스, 《기모노를 입은 소녀》, 1872년
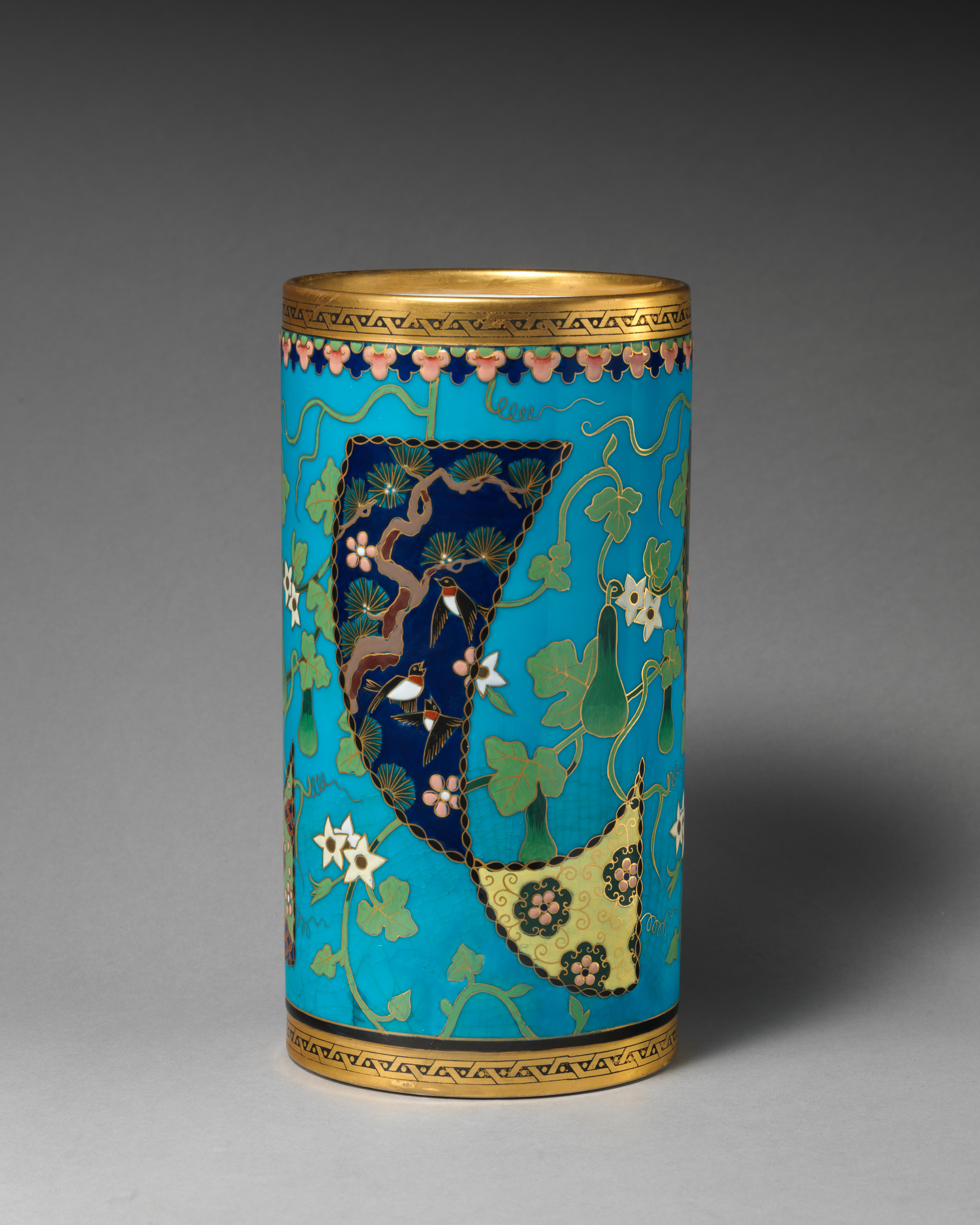
대형 스필 꽃병, 약 1872년
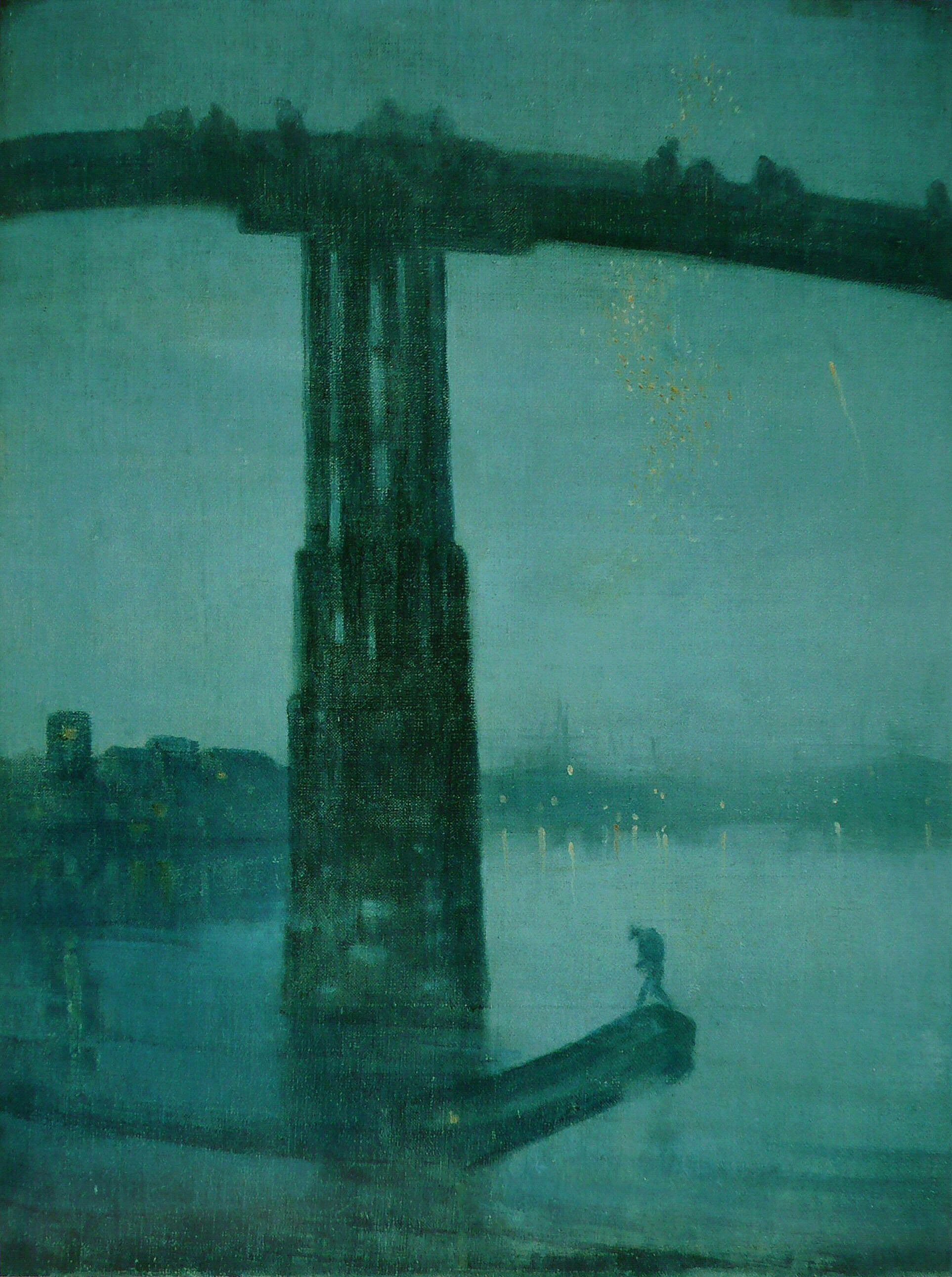
제임스 맥닐 휘슬러, 《청색과 황금색의 녹턴: 옛 배터시 다리》, 1872~1875년
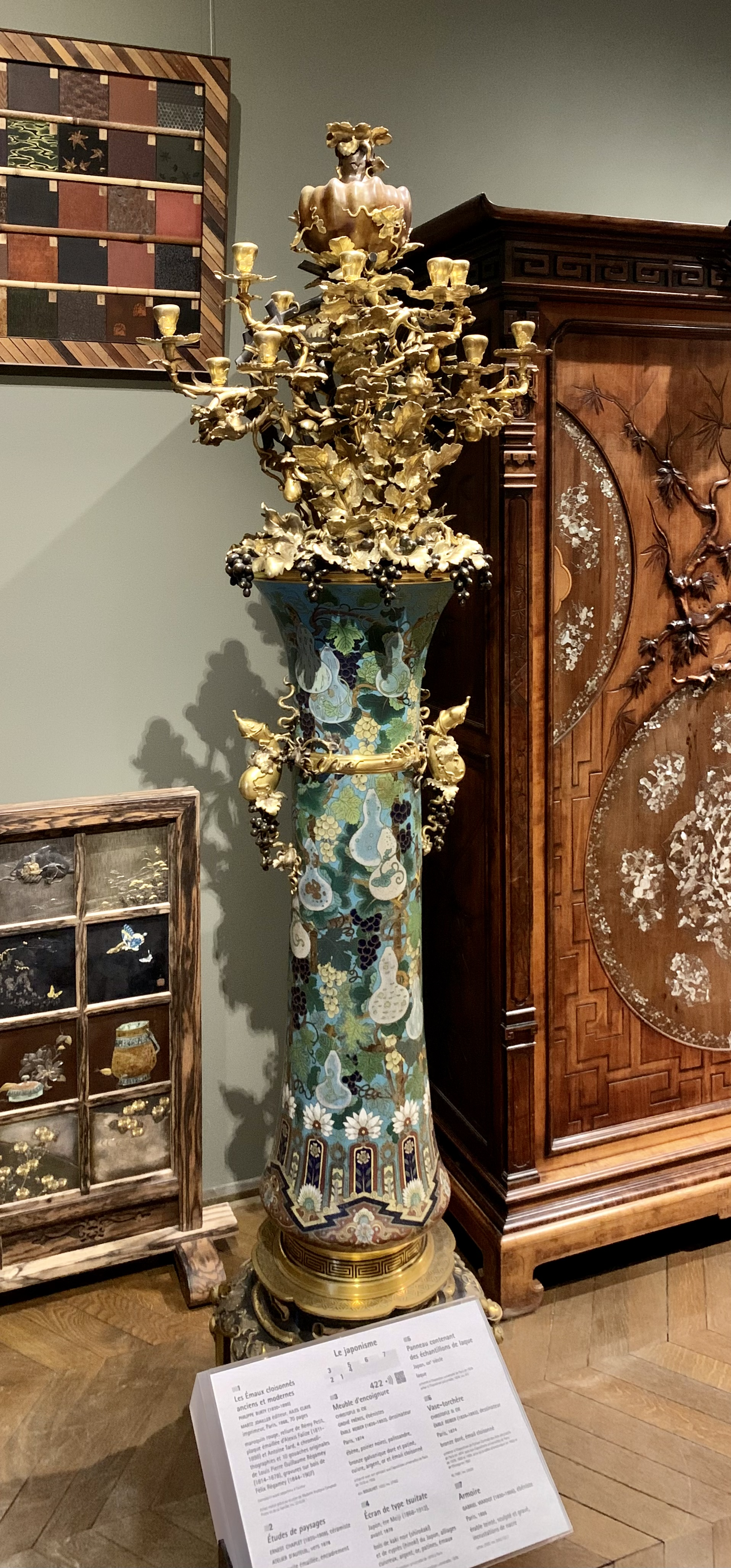
크리스토플 & 시에와 에밀 레이버, 샹들리에 꽃병, 1874년
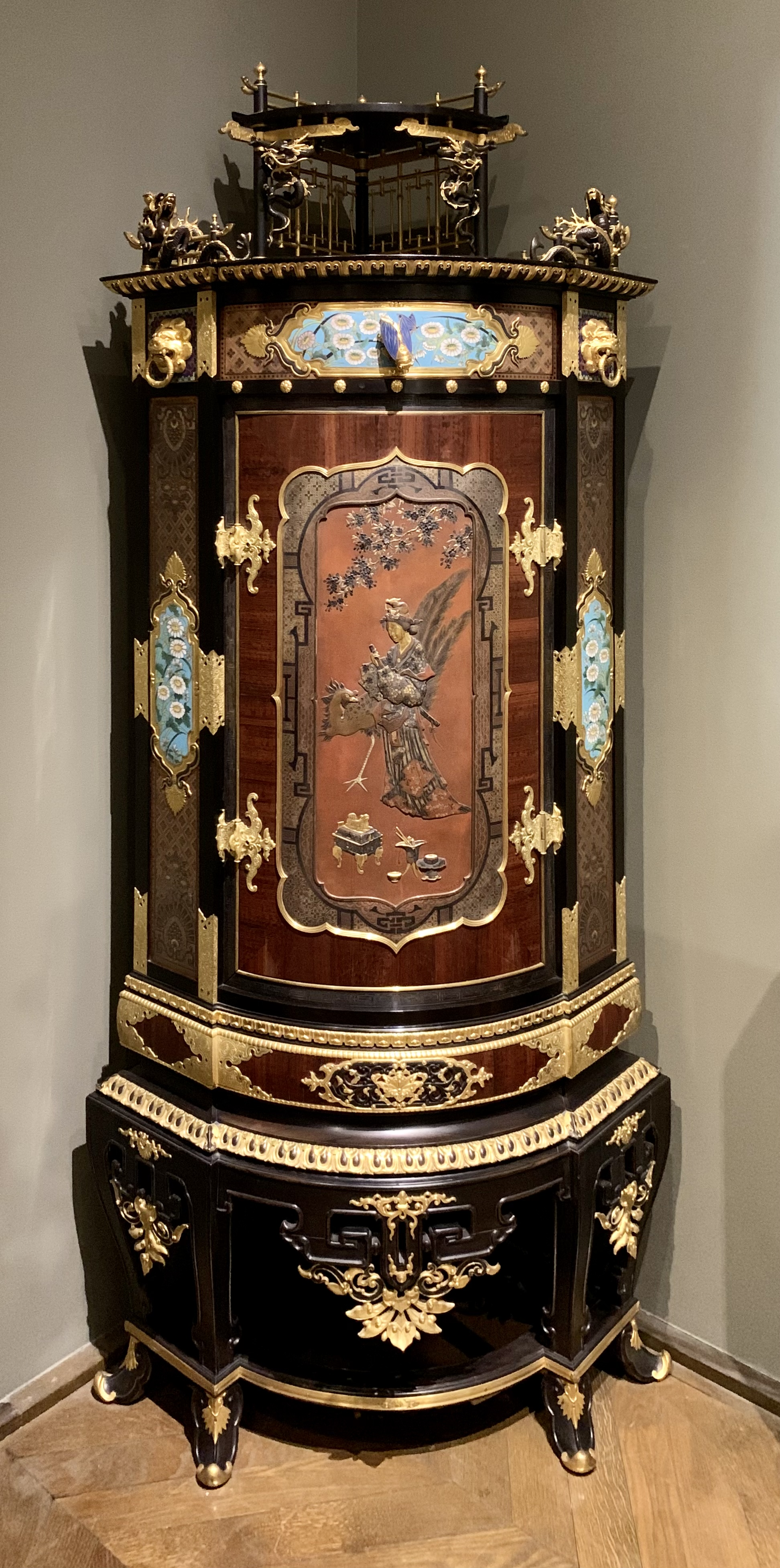
에밀 레이버, 그로헤 형제, 유진 카피, 앙투안 타르, 크리스토플 & 시에, 코너 캐비닛, 1874~1878년
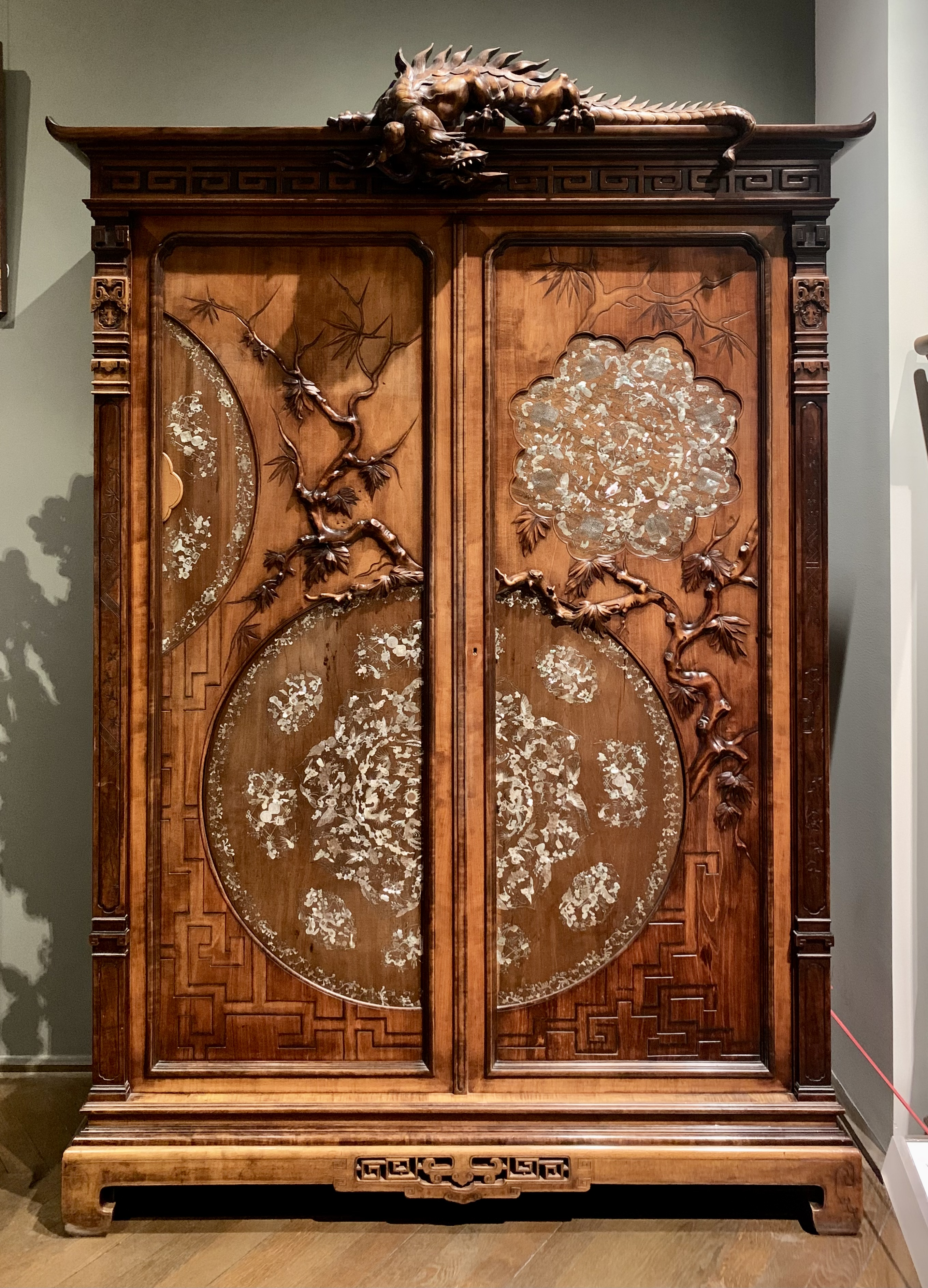
레옹 드로마르, 캐비닛, 약 1874~1889년
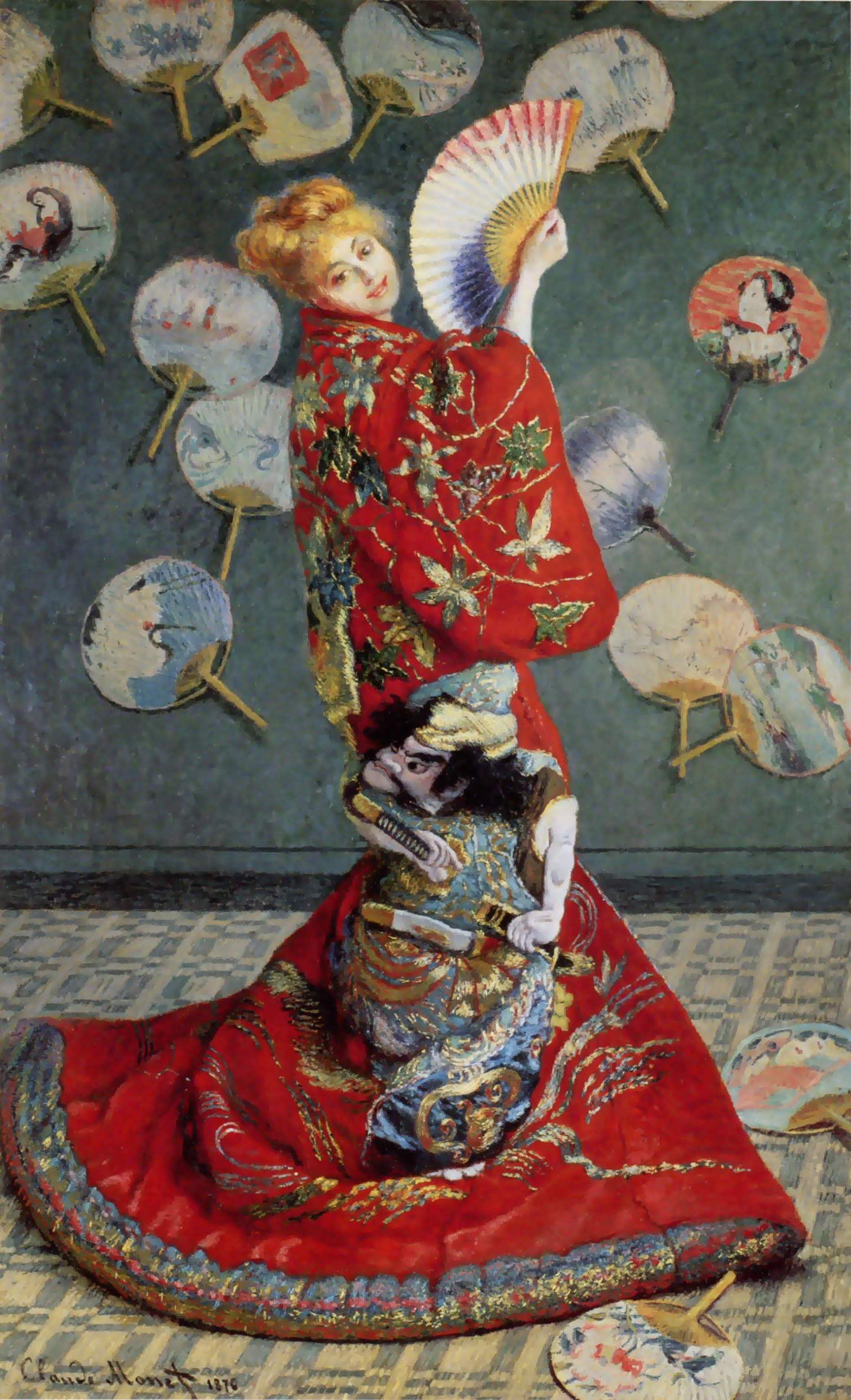
클로드 모네, 《일본 의상을 입은 모네 부인》, 1875년
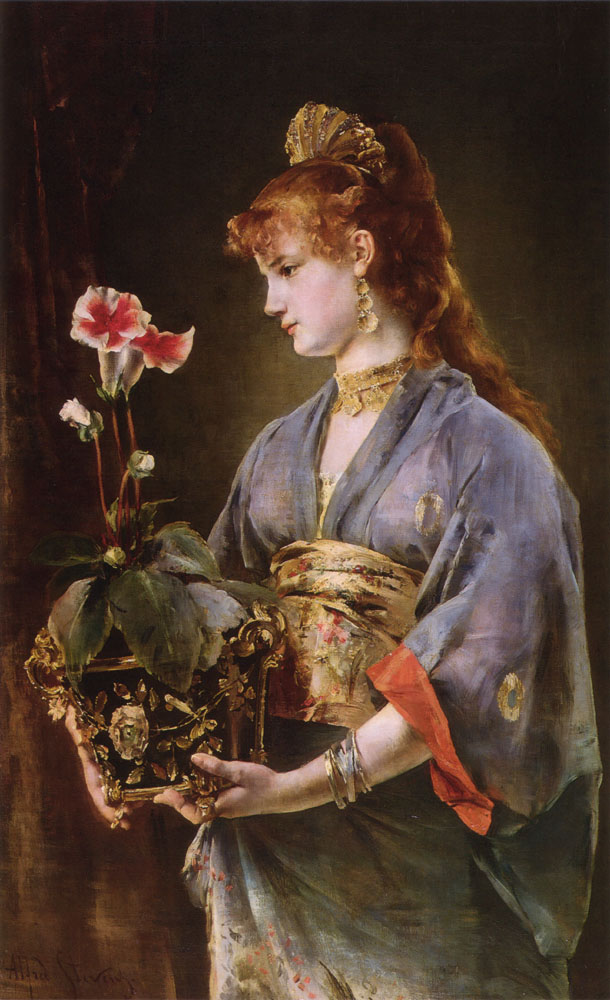
알프레드 스테방스, 《야마토리》, 약 1878년
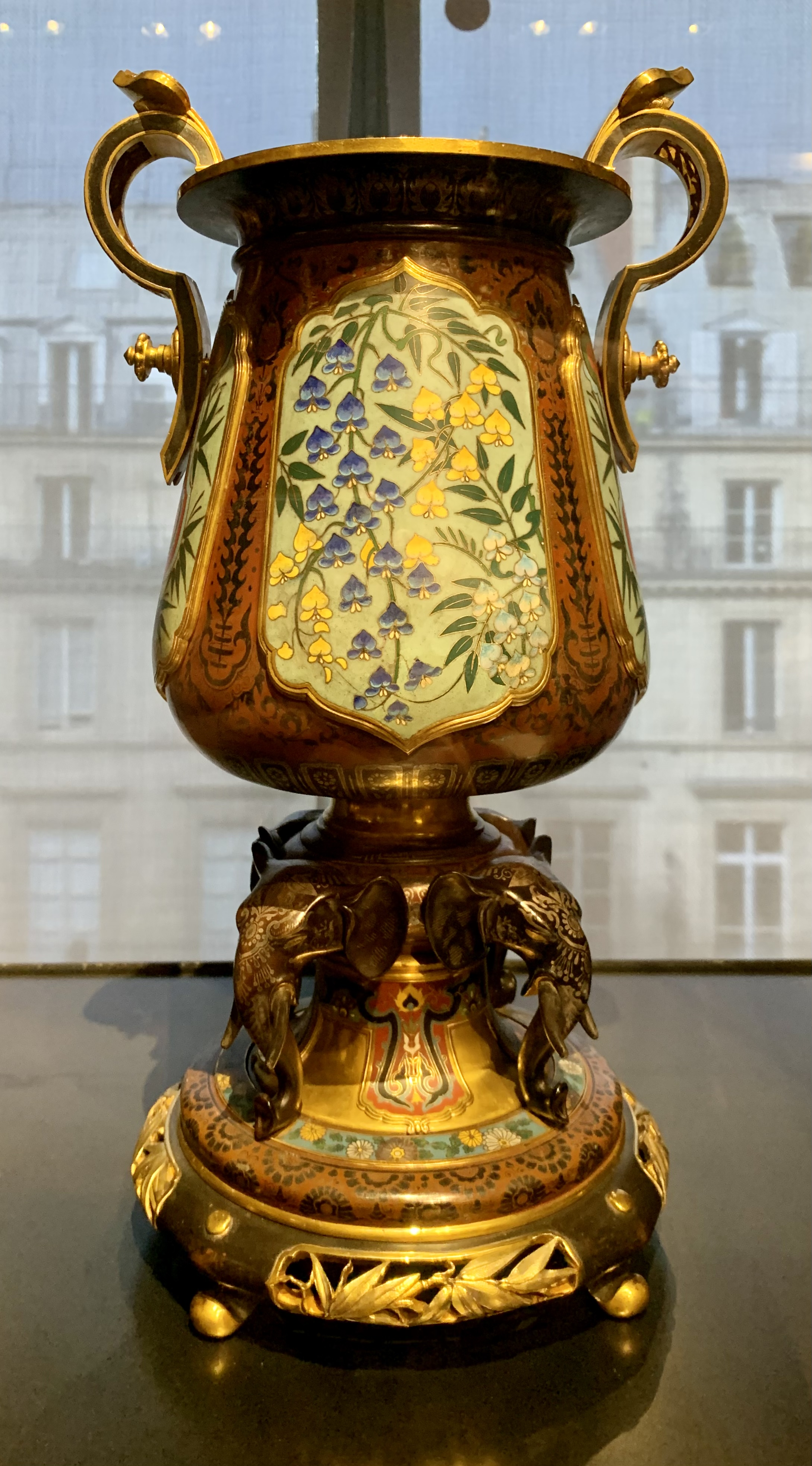
크리스토플 & 시에와 에밀 레이버, 《코끼리》 꽃병, 1878년
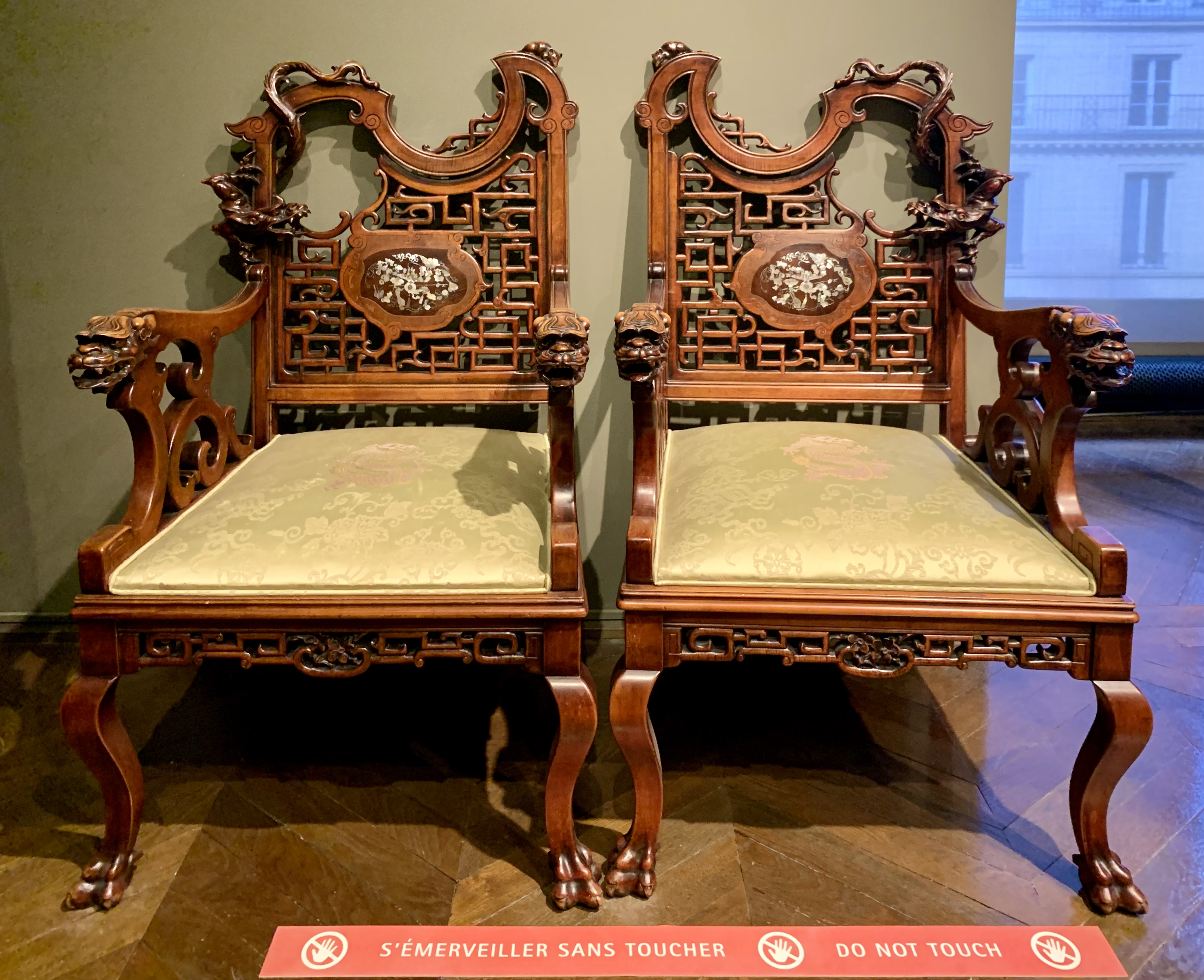
가브리엘 비아르도, 파리, 안락의자 한 쌍, 약 1880년
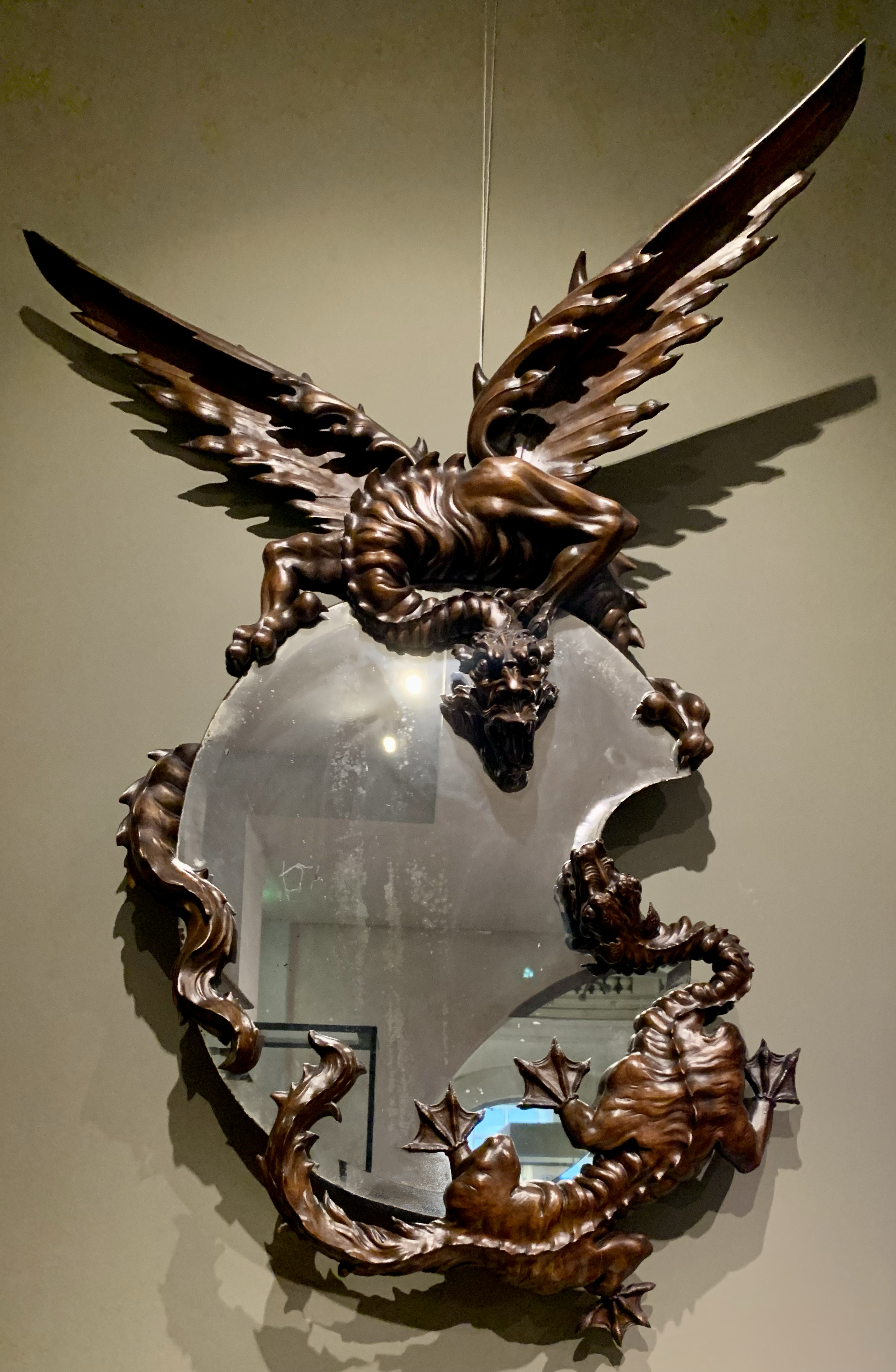
가브리엘 비아르도, 거울과 프레임, 약 1880년
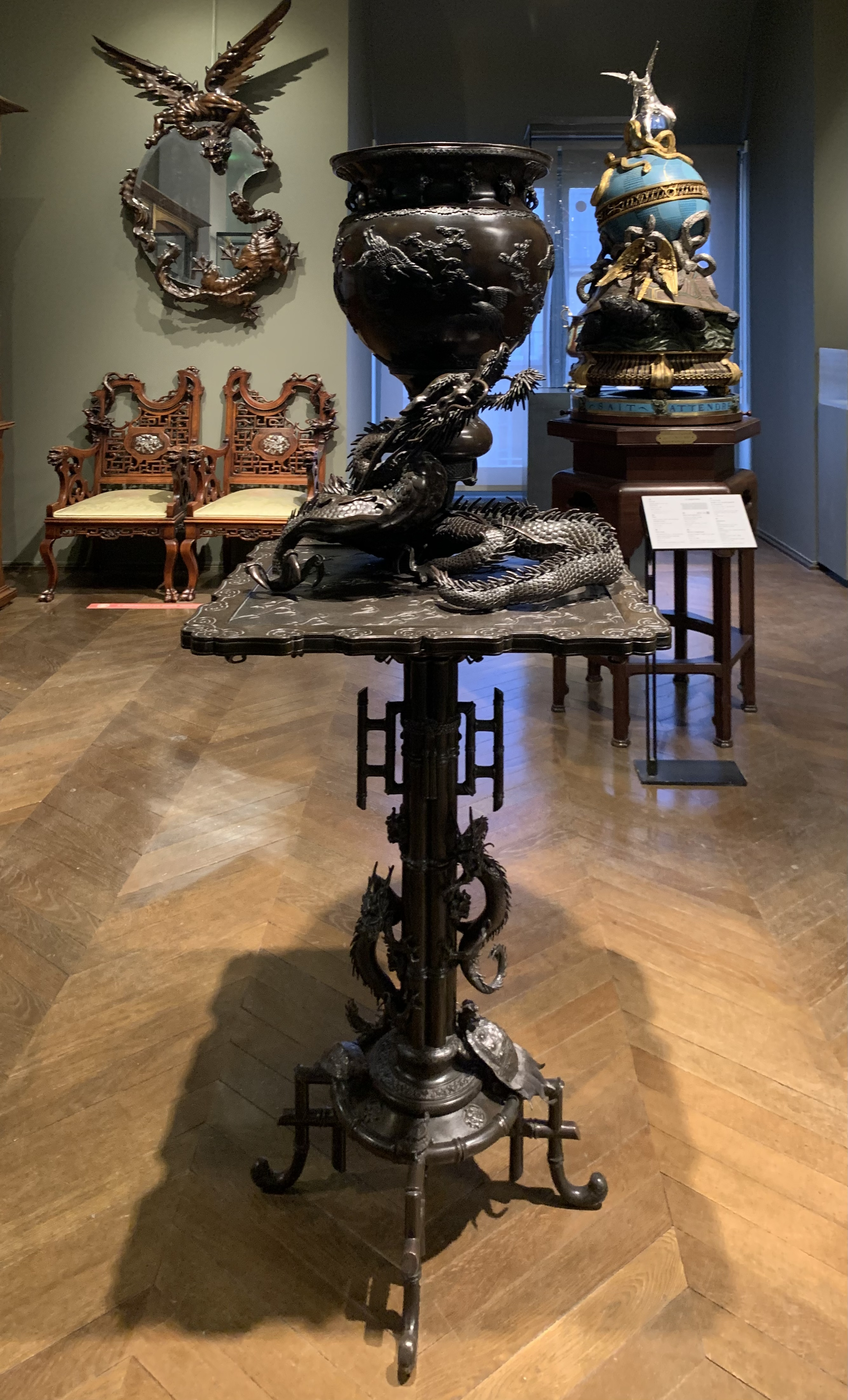
에두아르 리에브르와 메종 페르디낭 바르베디엔, 화분받침대, 약 1880년
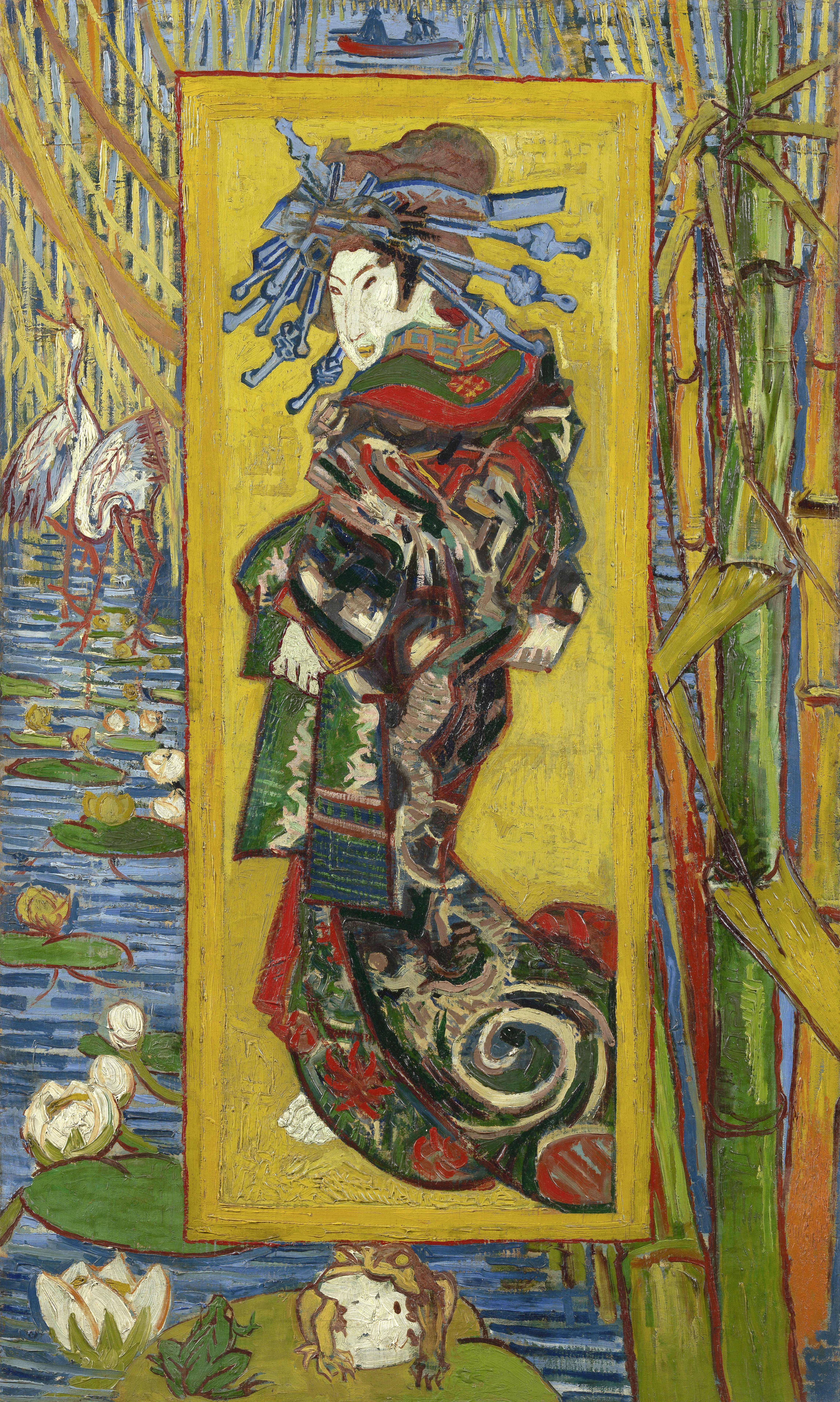
빈센트 반 고흐, 《기생》(게이사이 에이센의 작품을 바탕으로), 1887년
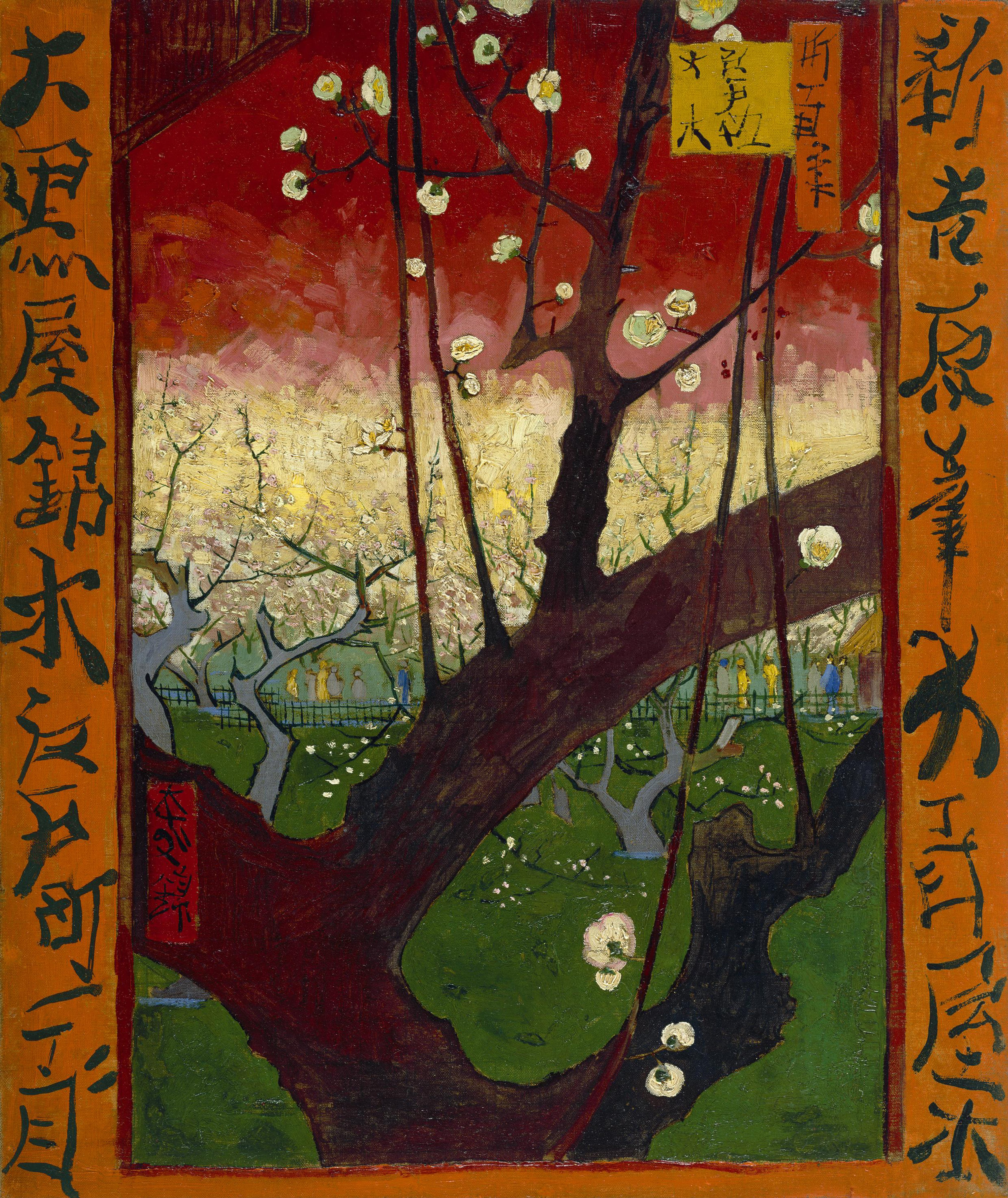
빈센트 반 고흐, 《만개한 자두나무》(히로시게의 《가메이도의 매화 정원》을 바탕으로), 1887년
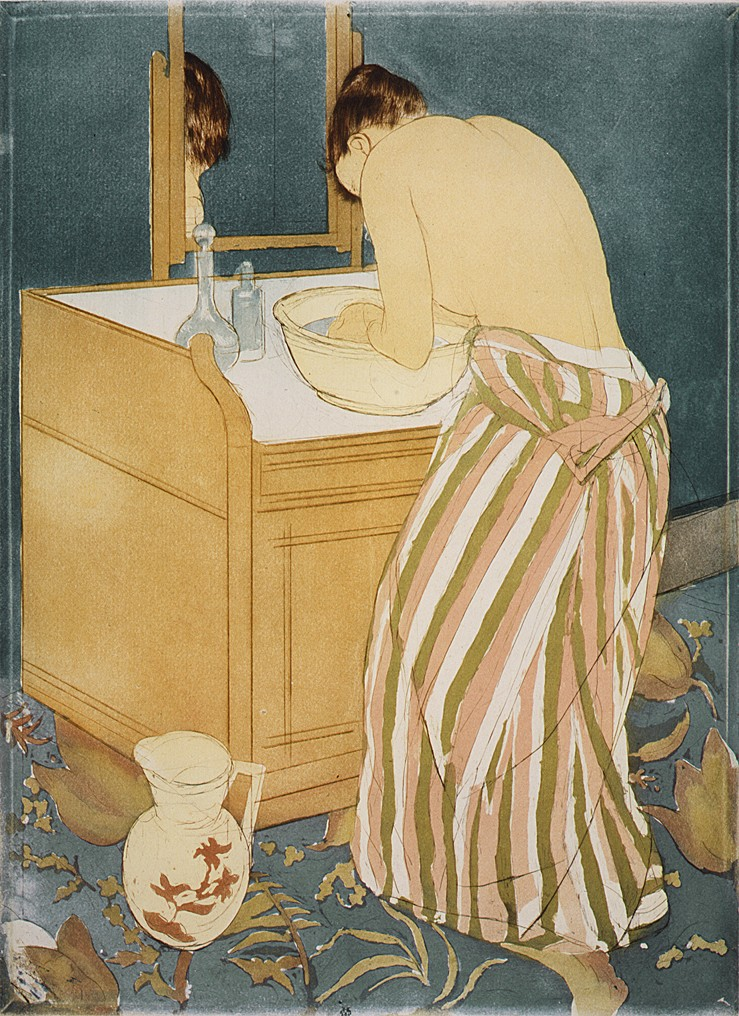
메리 카사트, 《목욕하는 여인(화장)》, 1890~91년, 드라이포인트와 아쿼틴트 판화
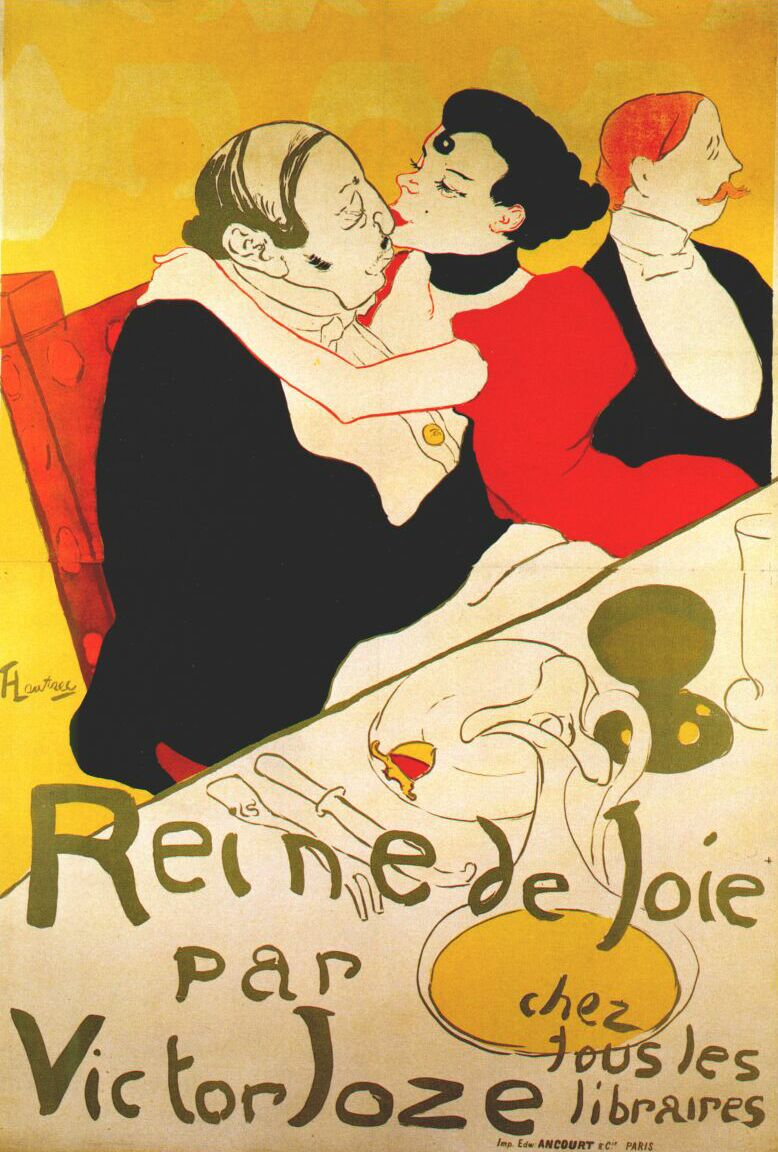
앙리 드 툴루즈로트레크의 1892년 석판 인쇄 포스터
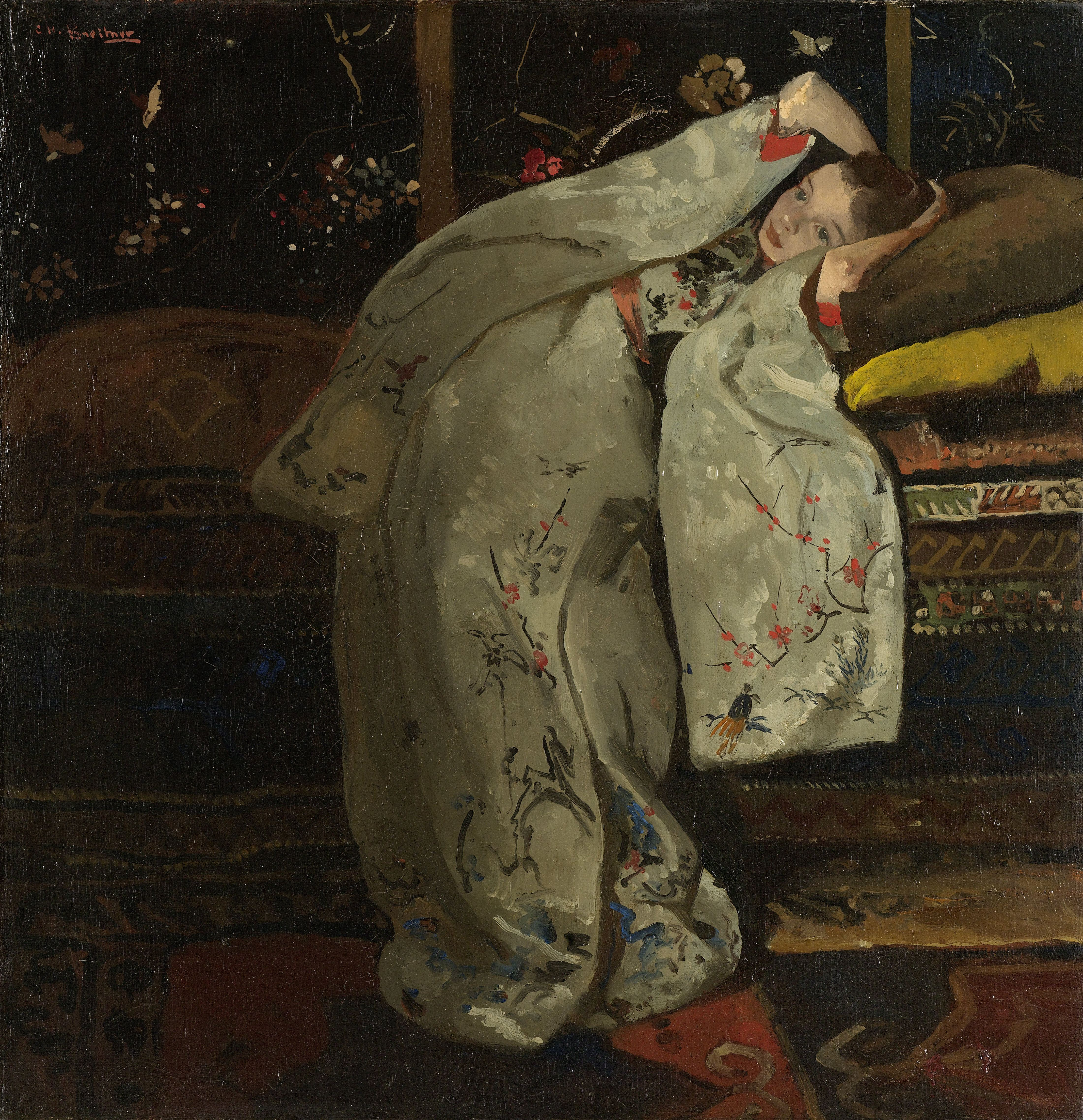
헤오르허 헨드릭 브레이트너, 《하얀 기모노를 입은 소녀》, 캔버스에 유화, 1894년
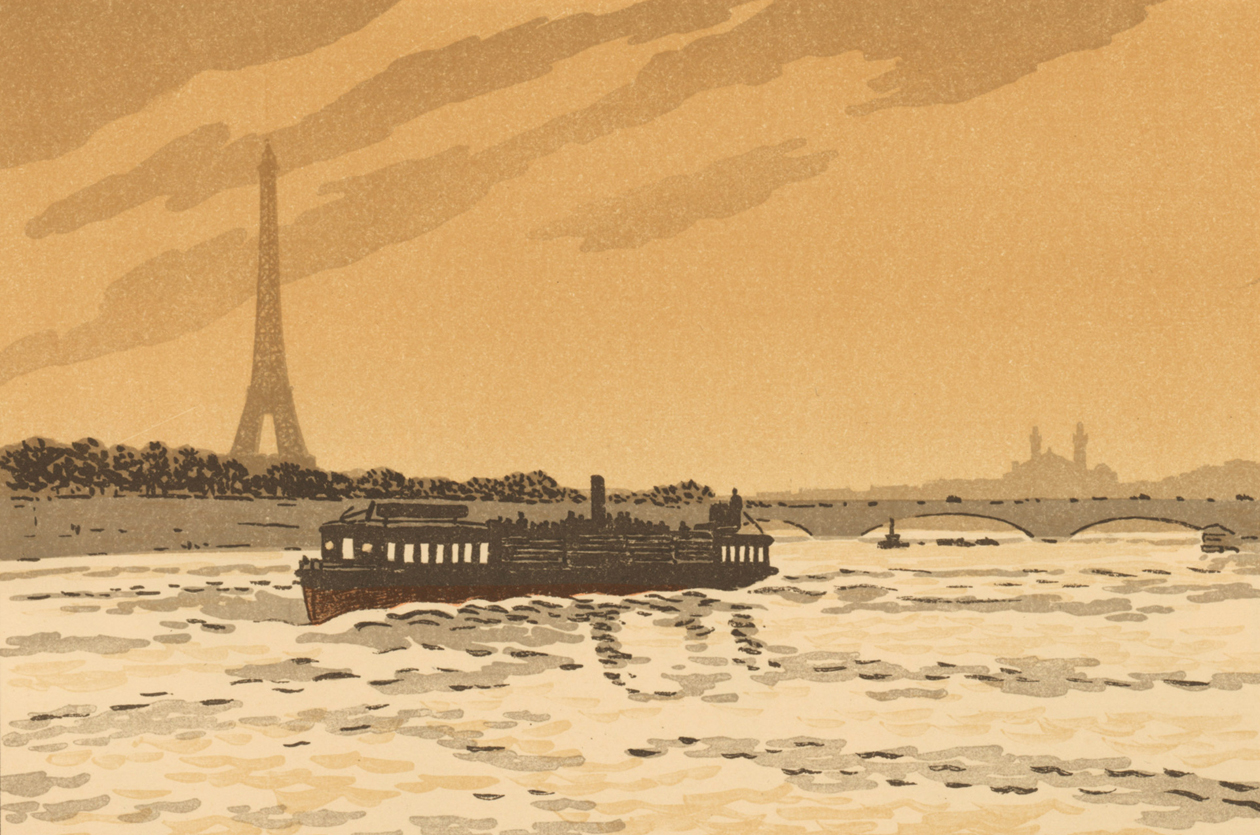
앙리 리비에르의 《에펠탑 36경》 중 한 장면, 1902년
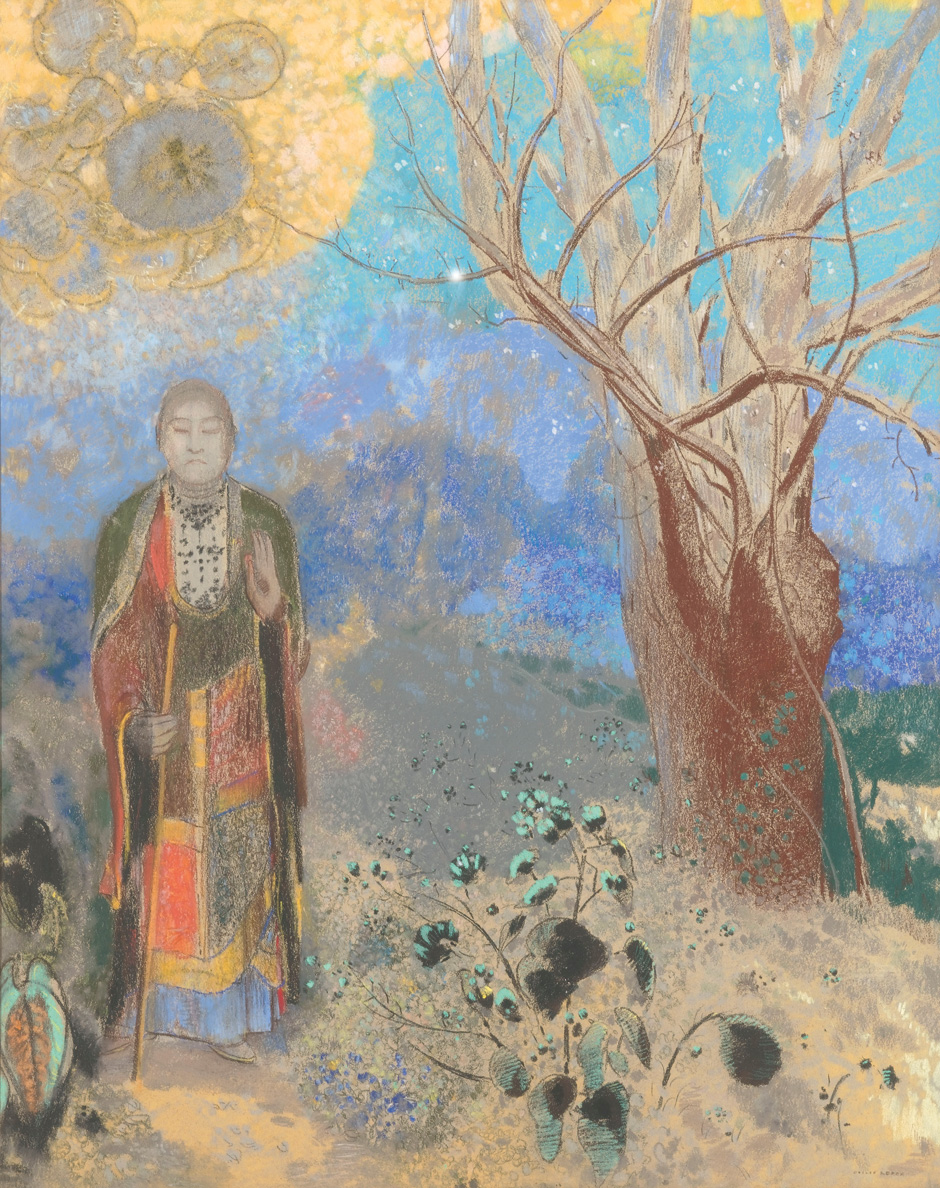
오딜롱 르동, 《부처》, 1906년
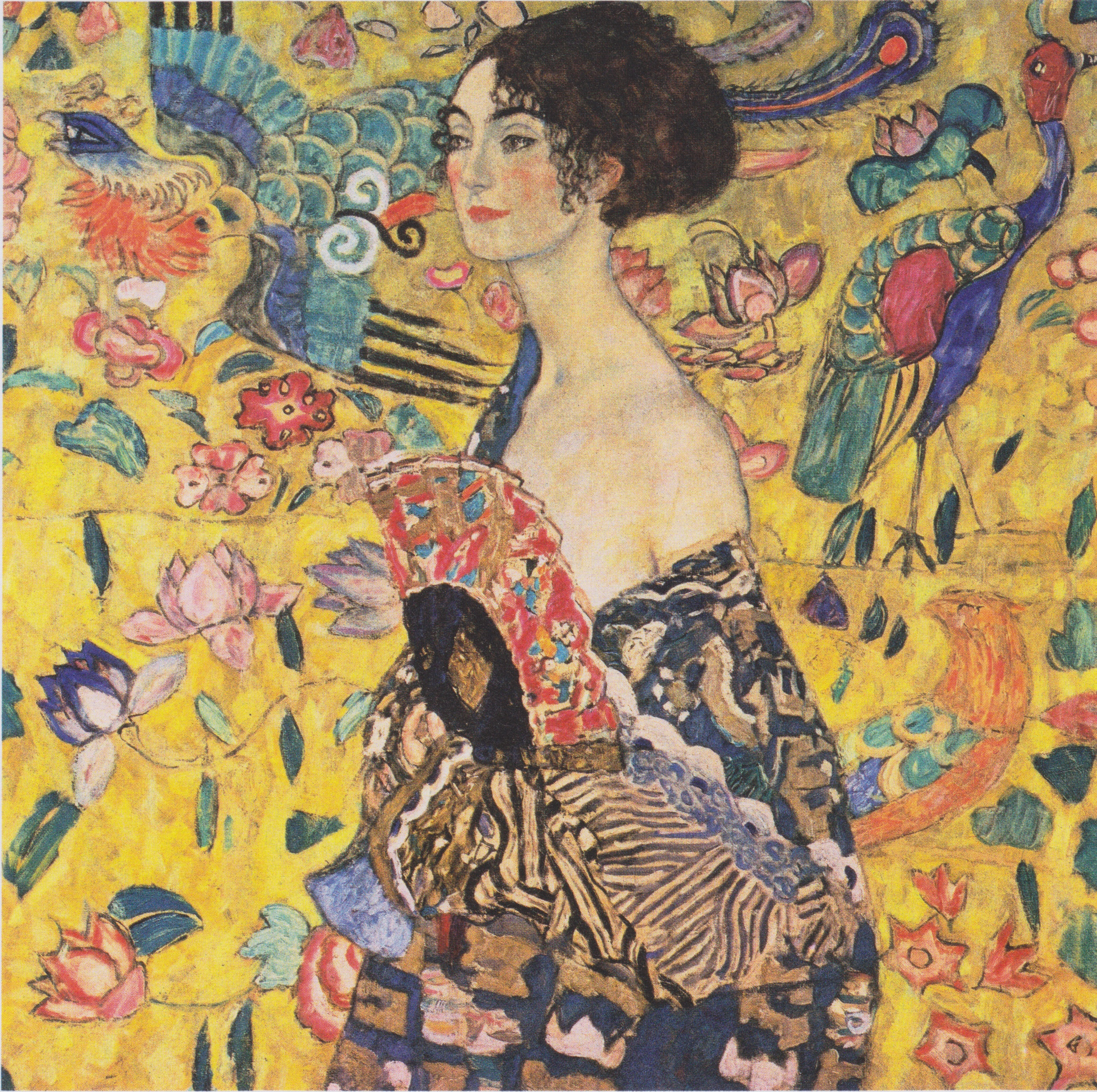
구스타프 클림트, 《부채를 든 여인》, 1917/18년
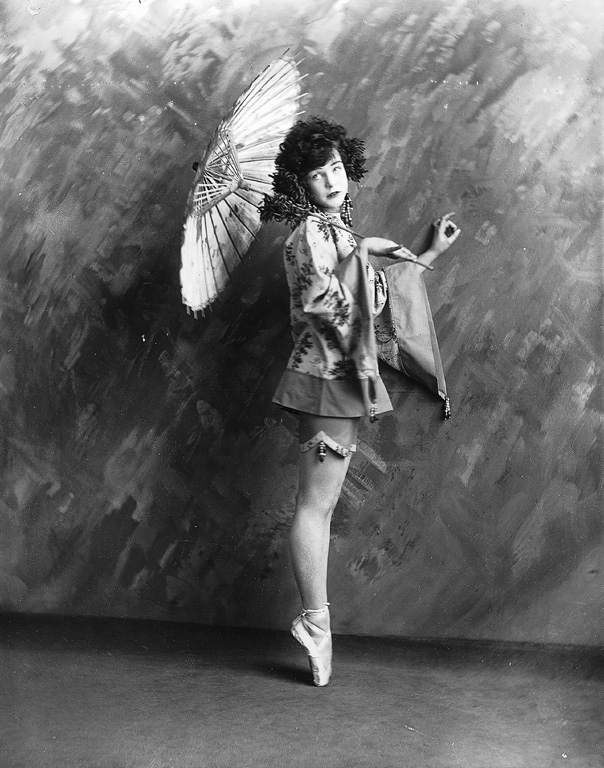
《춤추는 미스 피니》, 몬트리올, 퀘벡, 1923년
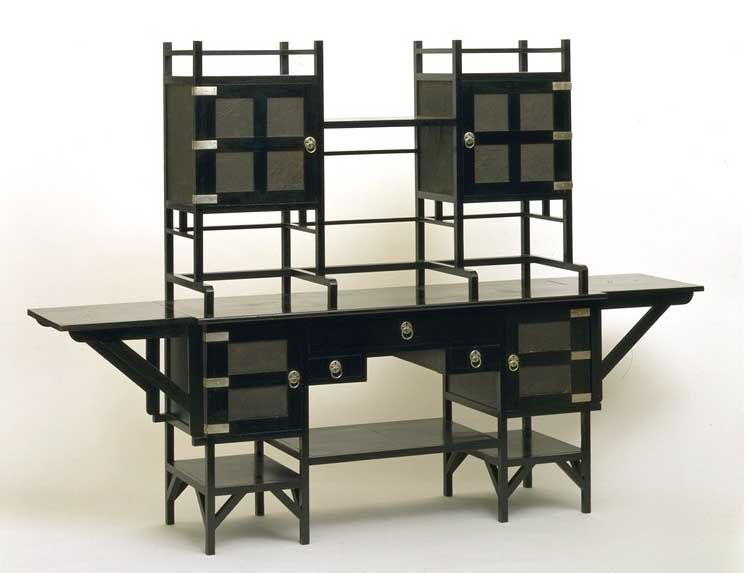
에드워드 윌리엄 고드윈의 사이드보드 (약 1867~70년)
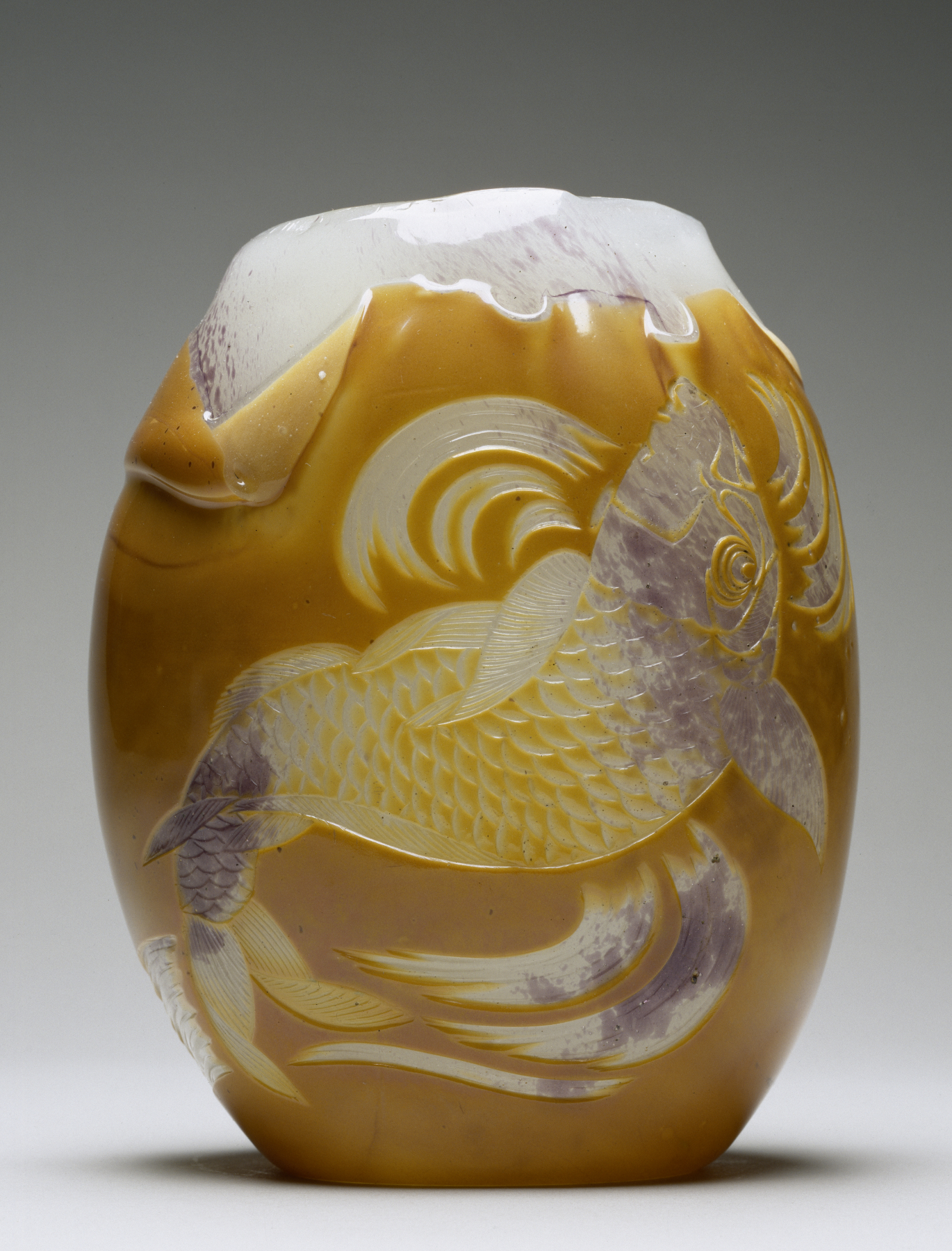
잉어 꽃병; 유진 루소 작품; 1878~1884년
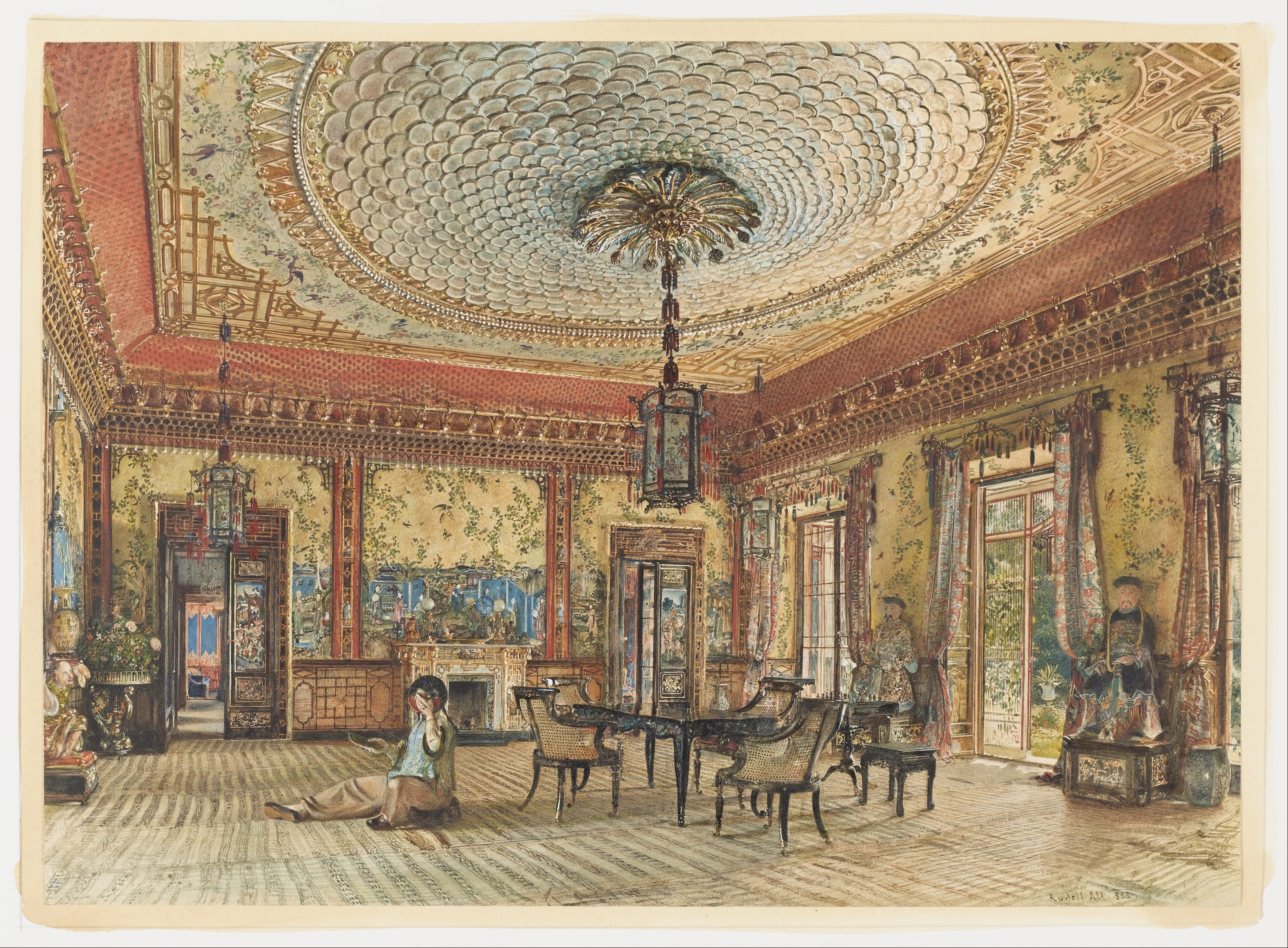
비엔나 휘겔 빌라의 일본식 살롱
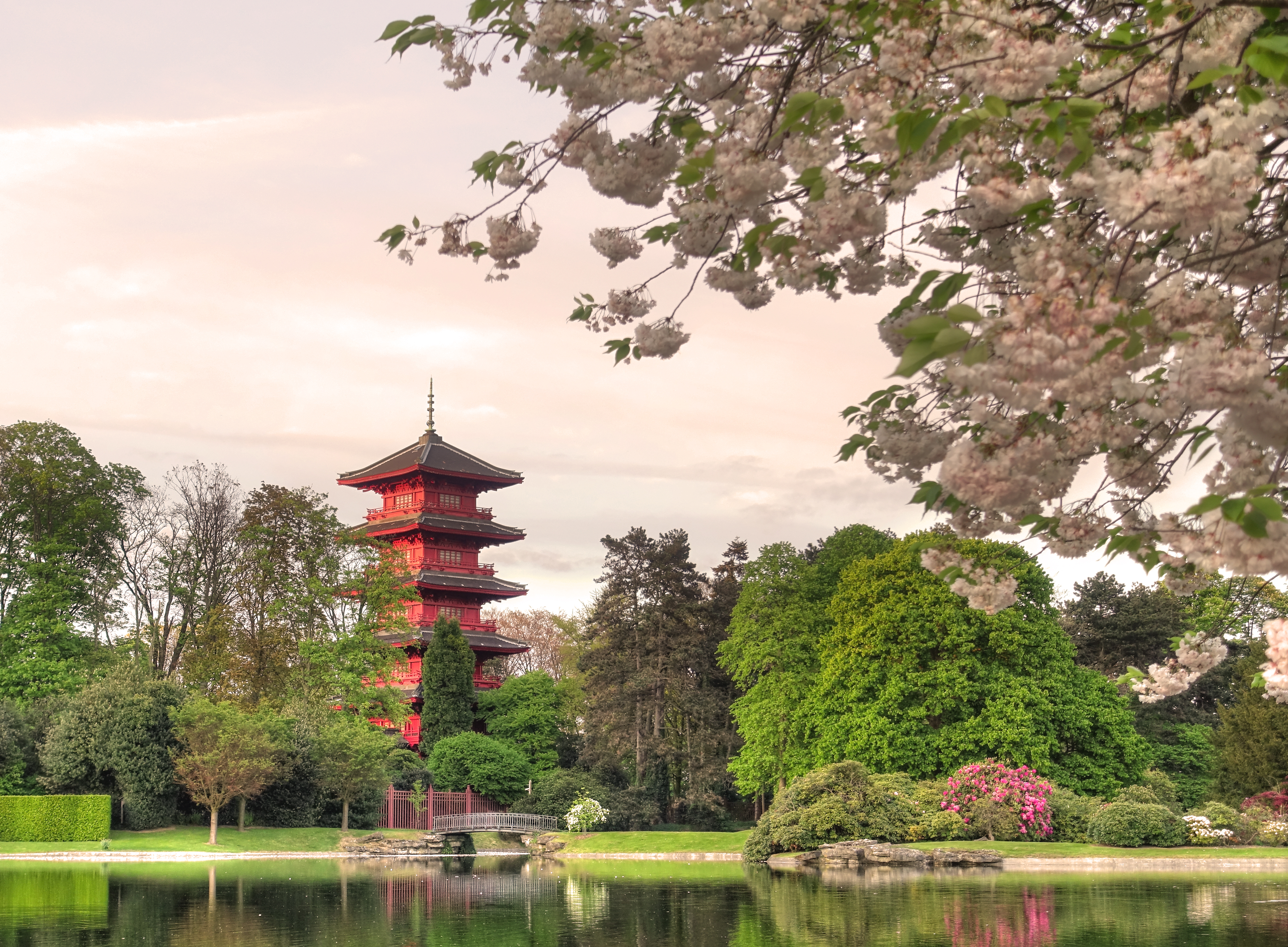
브뤼셀 극동 박물관의 일본 탑과 정원
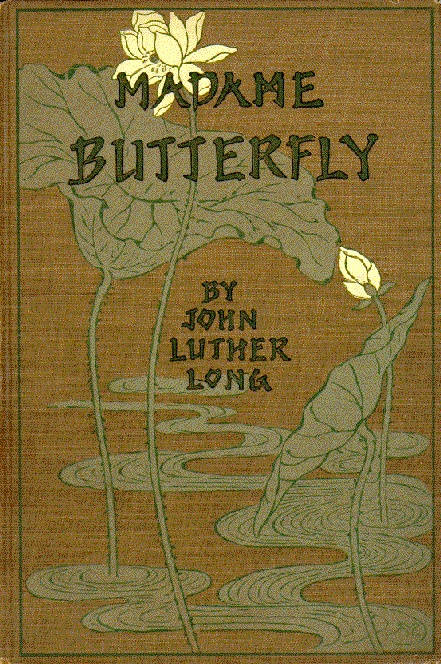
1903년판 《나비 부인》 표지

## 같이 보기
- 시누아즈리
- 튀르크리
- 옥시덴탈리즘
- 오리엔탈리즘
- 일본의 목판화

## 참고문헌
- Breuer, Karin (2010). 《Japanesque: The Japanese Print in the Era of Impressionism》. New York: Prestel Publishing.
- Cate, Phillip Dennis; Eidelberg, Martin; Johnston, William R.; Needham, Gerald; Weisberg, Gabriel P. (1975). 《Japonisme: Japanese Influence on French Art 1854–1910》. Kent State University Press.
- Earle, Joe (1999). 《Splendors of Meiji: treasures of imperial Japan: masterpieces from the Khalili Collection》. St. Petersburg, Fla.: Broughton International. ISBN 1-874780-13-7. OCLC 42476594.
- Irvine, Gregory, 편집. (2013). 《Japonisme and the Rise of the Modern Art Movement: The Arts of the Meiji Period: The Khalili Collection》. New York: Thames & Hudson. ISBN 978-0-500-23913-1. OCLC 853452453.
- Lambourne, Lionel (2005). 《Japonisme: Cultural Crossings Between Japan and the West》. New York: Phaidon.
- Ono, Ayako (2003). 《Japonisme in Britain: Whistler, Menpes, Henry, Hornel and nineteenth-century Japan》. New York: Routledge Curzon.
- Slawson, David A. (1987). 《Secret Teachings in the Art of Japanese Gardens》. New York/Tokyo: Kodansha.
- Thomson, Belinda (2014). 〈Japonisme in the Works of Van Gogh, Gauguin, Bernard and Anquetin〉.   Museum Folkwang. 《Monet, Gauguin, Van Gogh… Japanese Inspirations》. Folkwang/Steidl.

## 더 읽어보기
- Cluzel, Jean-Sébastien (editor), Adamson, John (translator). Japonisme and Architecture in France, 1550–1930 (Éditions Faton, 2022) ISBN 978-2-87844-307-3.
- Nash, Elizabeth R. Edo Print Art and Its Western Interpretations (PDF). Thesis.
- Rümelin, Christian, and Ellis Tinios. The Japanese and French Print in the Era of Impressionism (2013)
- Scheyer,  Ernst. "Far Eastern Art and French Impressionism". The Art Quarterly 6#2 (Spring 1943): 116–143.
- Weisberg, Gabriel P. "Reflecting on Japonisme: The State of the Discipline in the Visual Arts". Journal of Japonisme 1.1 (2016): 3–16.
- Weisberg, Gabriel P. and Yvonne M. L. Weisberg (1990). Japonisme, An Annotated Bibliography.
- Wichmann, Siegfried (1981). Japonisme: The Japanese Influence on Western Art in the 19th and 20th Centuries. Harmony Books.
- Widar, Halen (1990).  Christopher Dresser.